# Cimborrio

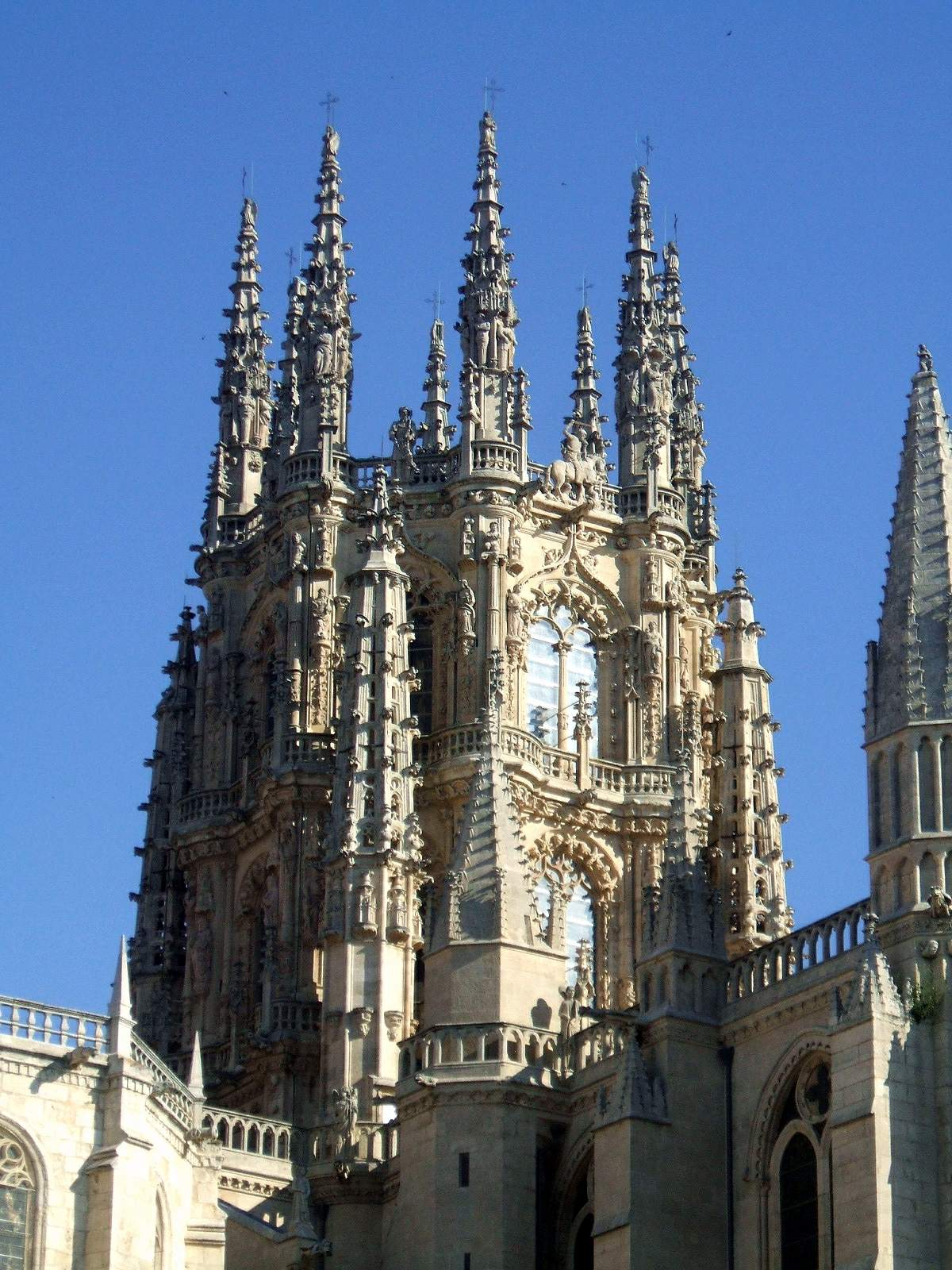
Exterior del cimborrio de la Catedral de Burgos.

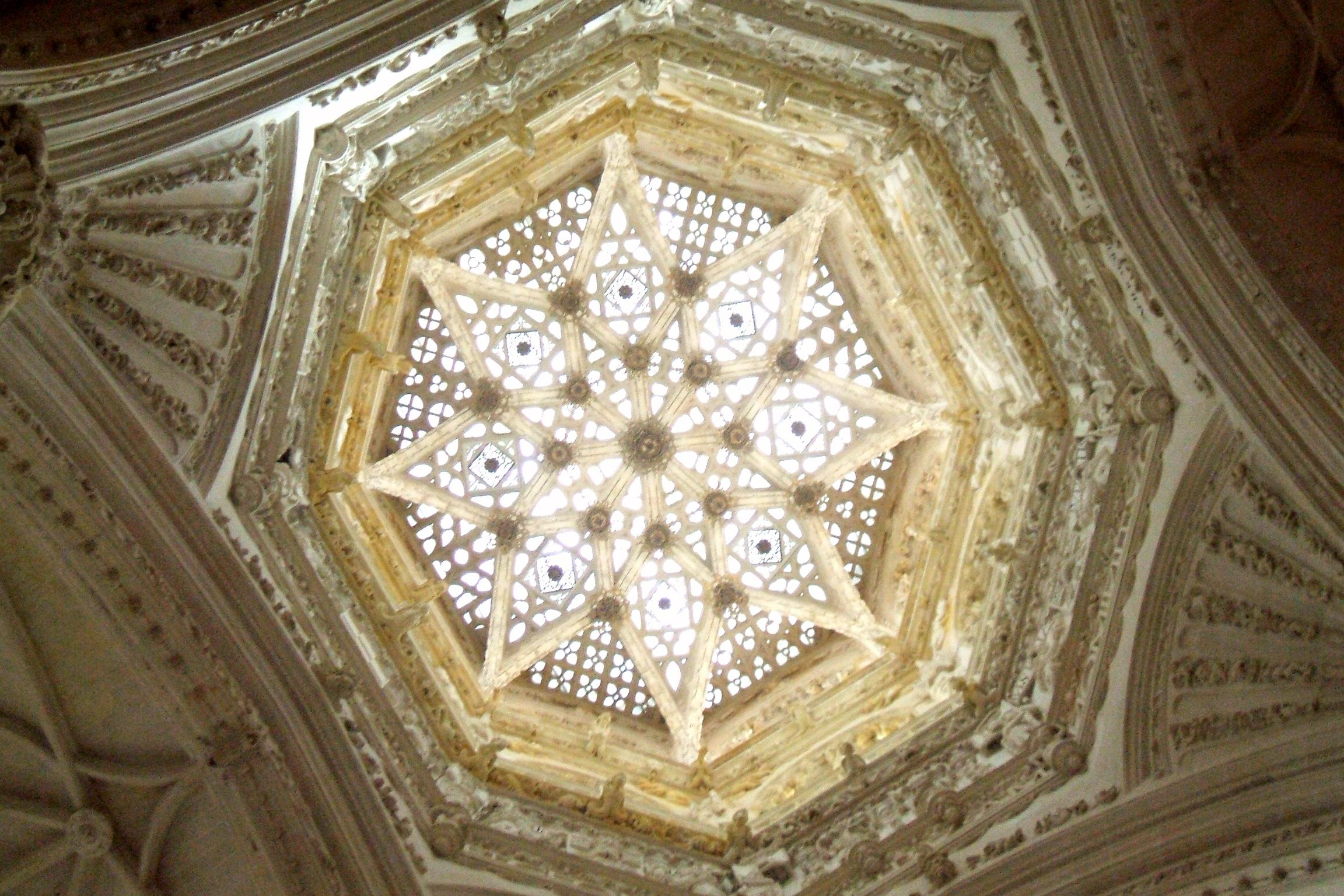
Interior del cimborrio de Burgos

El cimborrio (del latín ciborĭum, a su vez del griego κιβώριον, kibṓrion 'fruto del nenúfar', 'copa de forma semejante a la de este fruto') es un elemento arquitectónico en forma de torre erigido sobre el crucero de una iglesia, que permite iluminar y ventilar el interior. Generalmente son de planta cuadrada u octogonal y descansan sobre los arcos torales o bien sobre pechinas o trompas. Sus paños verticales están calados por vanos (ventanales o lucernarios), que además de iluminar y ventilar, alivian su pesadez.
Los cimborrios se cubren de muy distintas maneras, primero con techumbres planas y aguadas poco pronunciadas y apenas perceptibles desde la lejanía. Fueron complicándose y se convirtieron en verdaderas torres rematadas con escalonamientos, pináculos y chapiteles o flechas agudas, algunas de gran altura, como la de la catedral de Ruan. A medida que iban ganando importancia, pasaron a ser el elemento compositivo central de la silueta de la iglesia, adquiriendo más y más altura, organizándose en plantas y rivalizando con las propias torres de campanarios y fachadas. En algunas zonas se emplazaron en ellos los mismos campanarios y hasta los relojes comunales.
Llegaron a ser tan sofisticados que a veces es difícil distinguirlos: se confunden con verdaderas torres y no siempre se sabe si se trata de cimborrios cubiertos con cúpula o son cúpulas sobre tambor. La misma definición que da la RAE de cimborrio—«Cuerpo cilíndrico que sirve de base a la cúpula y descansa inmediatamente sobre los arcos torales»— no ayuda, ya que claramente lo confunde con el tambor, que define bien —«Pared vertical redonda o poligonal, generalmente con ventanas, que sostiene una cúpula»—. Una torre elevada sobre el crucero o una torre central tampoco es siempre necesariamente cimborrio y, de hecho, a veces se separan del espacio inferior del crucero por una bóveda. Este es el caso de la catedral de Bayeux y de la abadía de Saint-Ouen en Rouen, por ejemplo. Algunos campanarios dispuestos sobre el tiburio, separan solamente la parte de la flecha, iluminando el cimborrio el espacio interior.
Aunque no es un elemento exclusivo de la arquitectura religiosa, se empleó en casi toda Europa en las grandes iglesias desde la época medieval, primero en estilo románico y luego gótico. Destacan los cimborrios góticos franceses de la zona de Normandía, los cimborrios normandos de Inglaterra y el conjunto de cimborrios del Duero en la península ibérica.
Se usan también para designar los cimborrios los términos de tiburio (tomado del italiano) y torre-linterna (del inglés, lantern tower).

## Cimborrios en Francia

### Época románica
- Iglesia de Saint-Étienne de Caen
- Abadía de Saint-Pierre-sur-Dives
- Abadía del Monte Saint-Michel

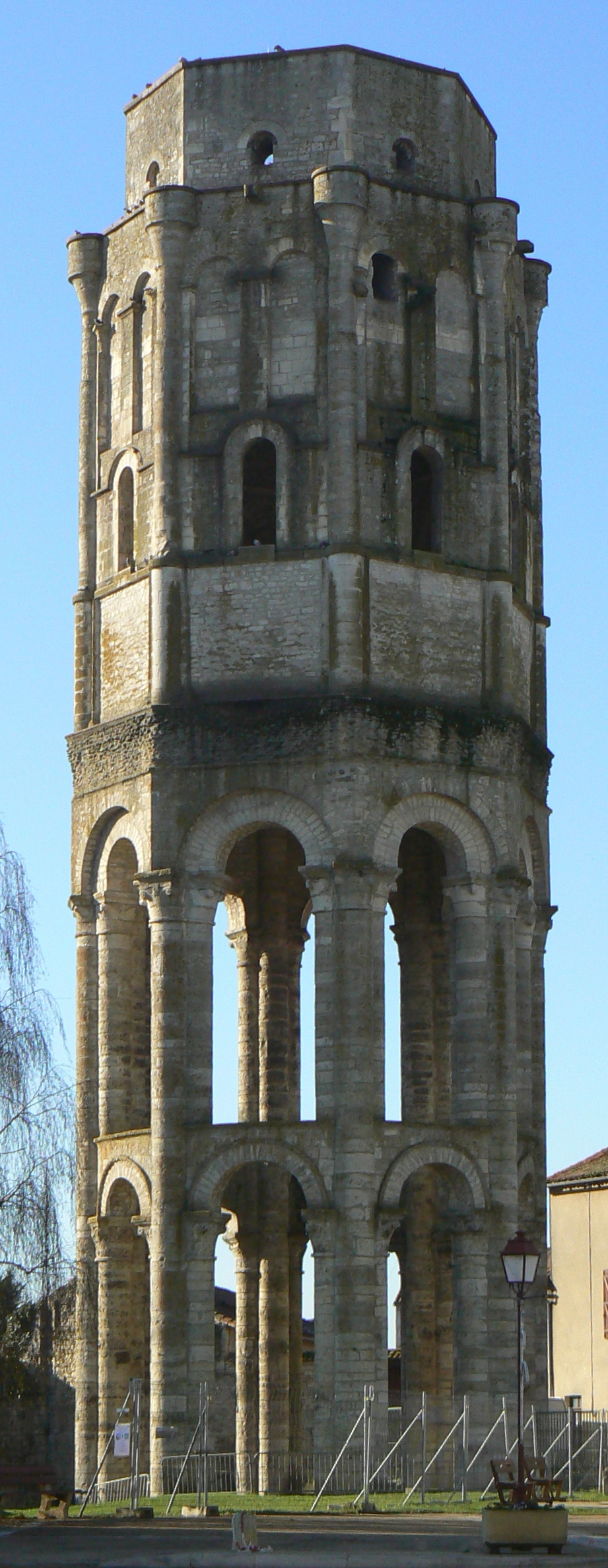
Extraño caso de un cimborrio que es lo único que sobrevive, y que muestra claramente su estructura (Torre Carlomagno, Charroux)

- Iglesia de Saint-Jean de Caen (inacabada)
- Iglesia de Saint-Paul de Lyon
- Abadía Saint-Sauveur de Charroux (único vestigio de la abacial)
- Abadía de Saint-Georges de Boscherville
- Abadía de Jumièges
- Catedral de Estrasburgo
- Catedral de Bayeux
- Colegial de Saint-Vincent de Soignies

Cimborrios franceses románicos
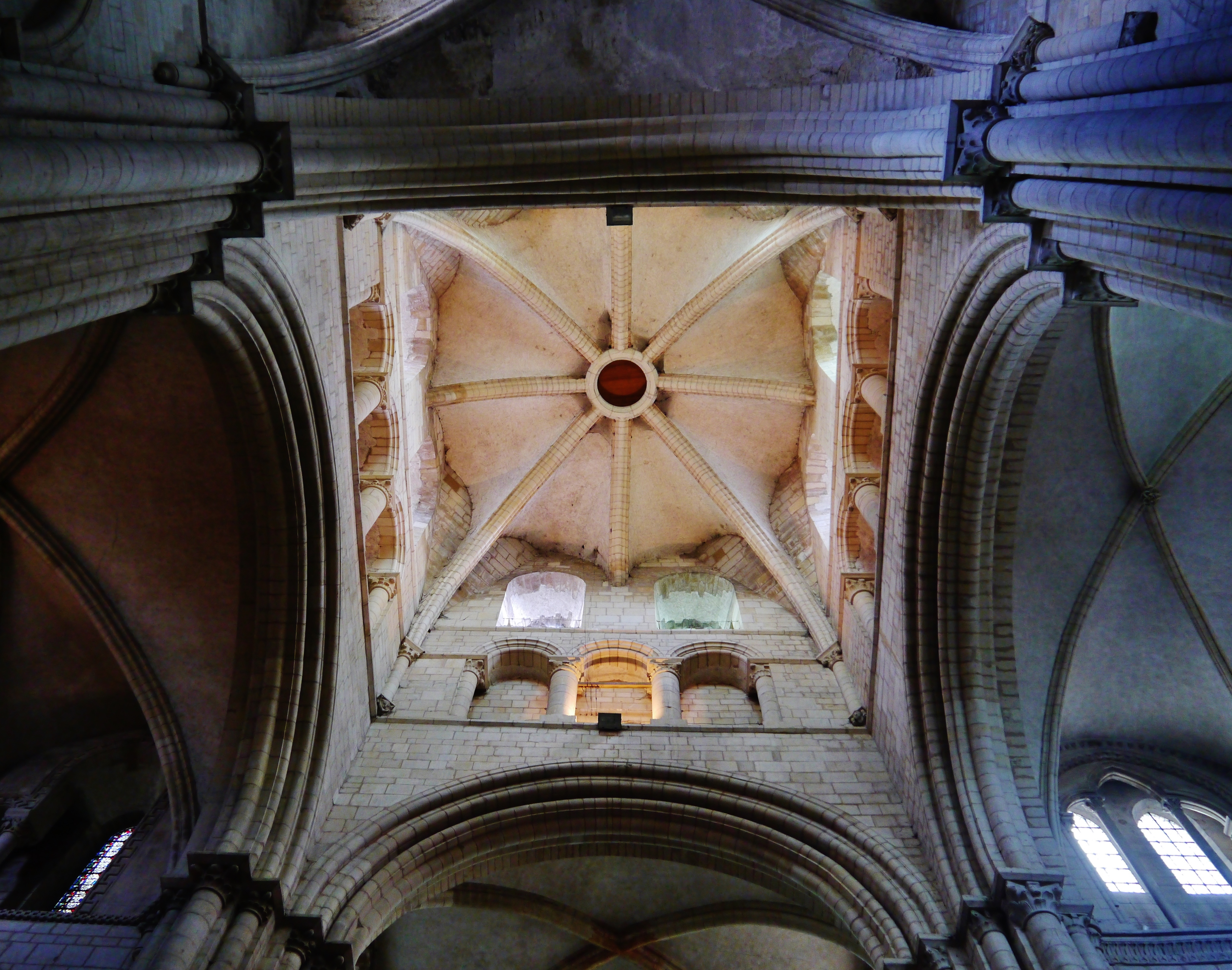
Interior del cimborrio de la Iglesia de Saint-Étienne de Caen
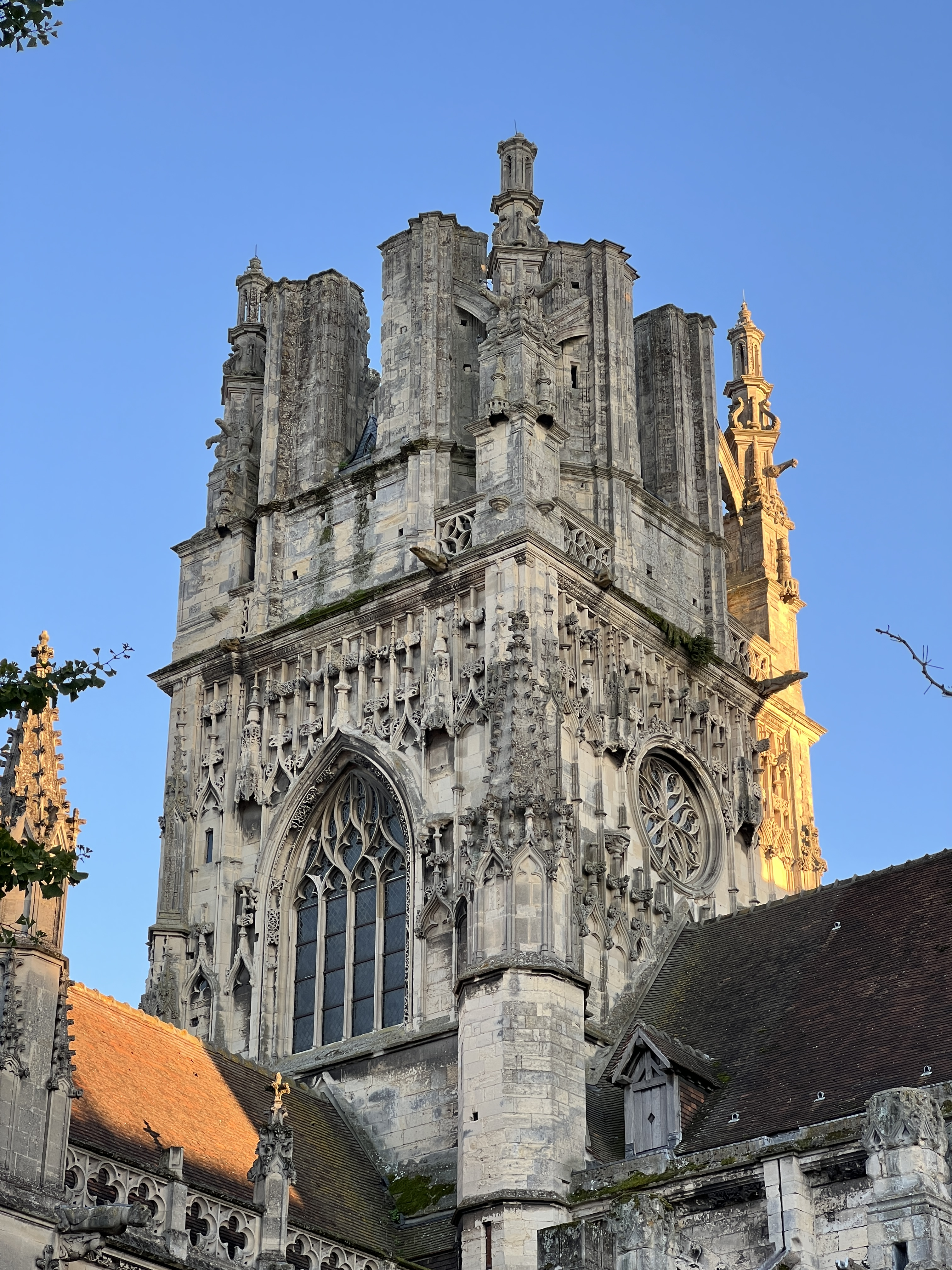
Iglesia de Saint-Jean de Caen
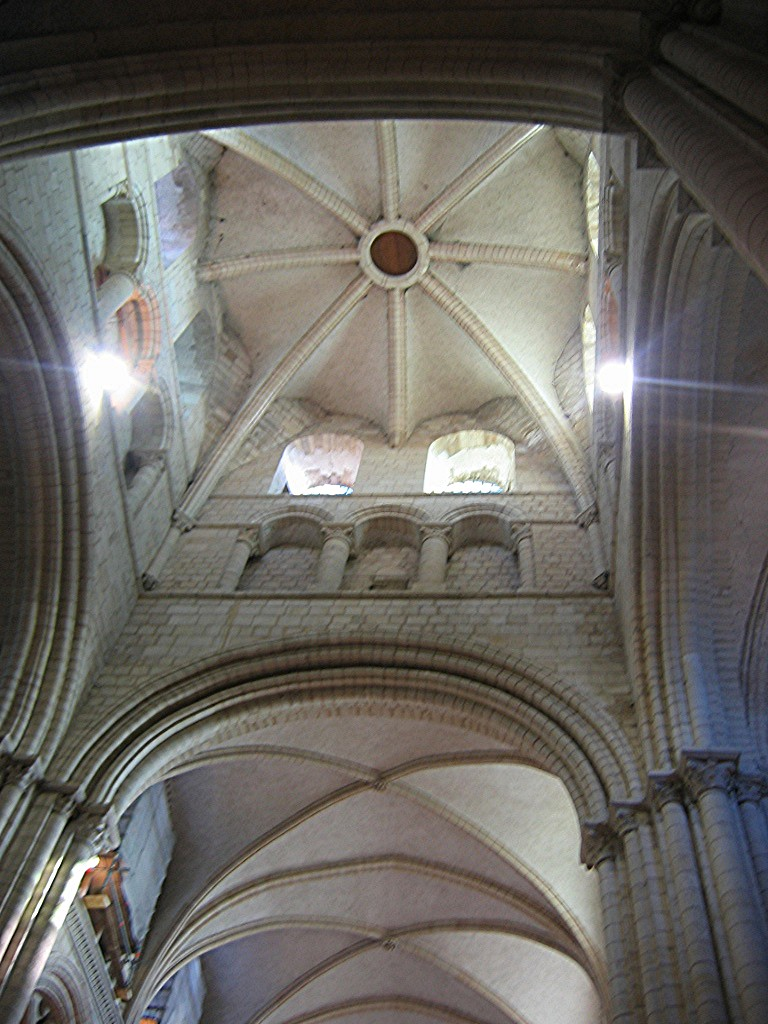
Interior de la iglesia de Saint-Jean de Caen
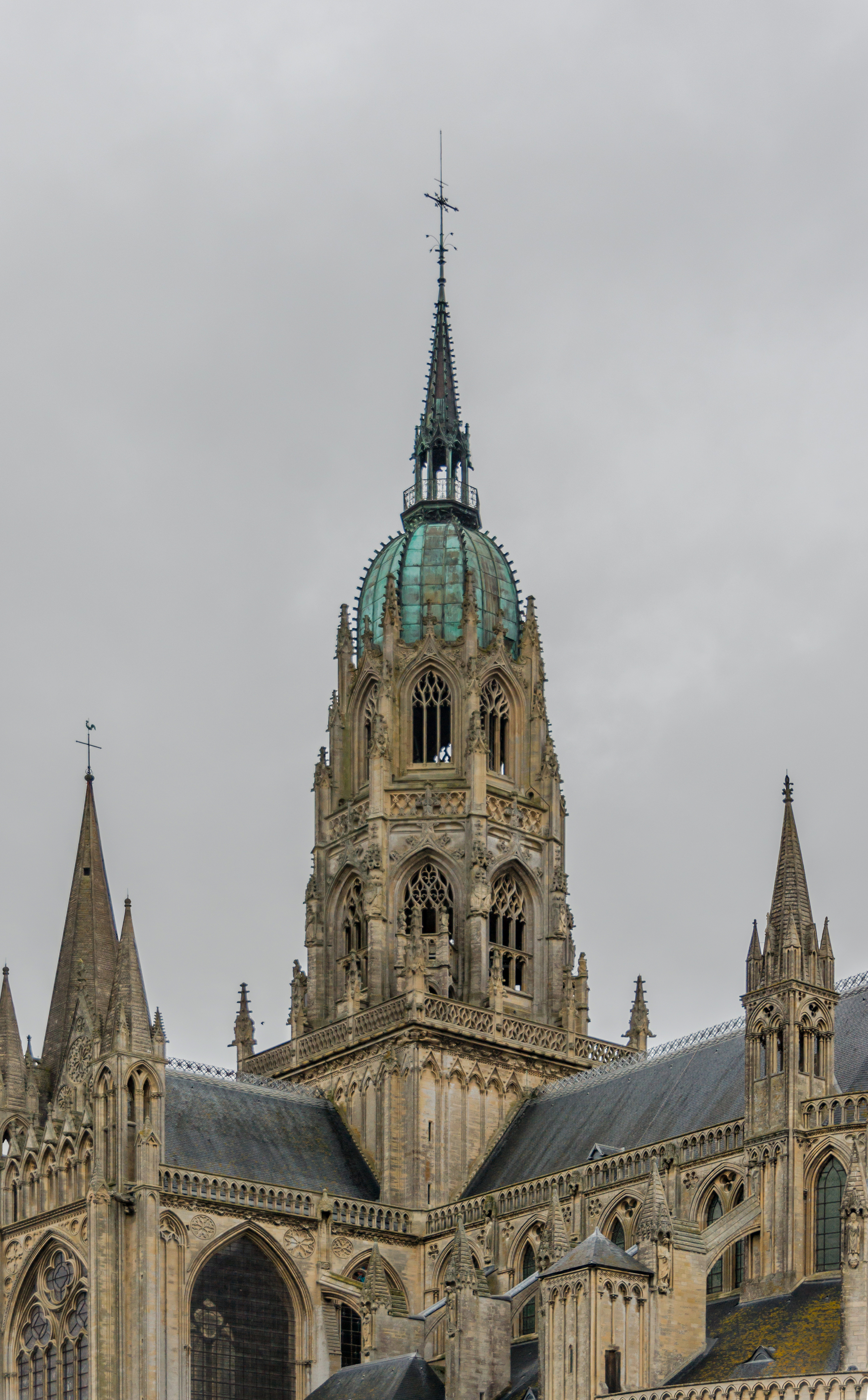
Catedral de Bayeux
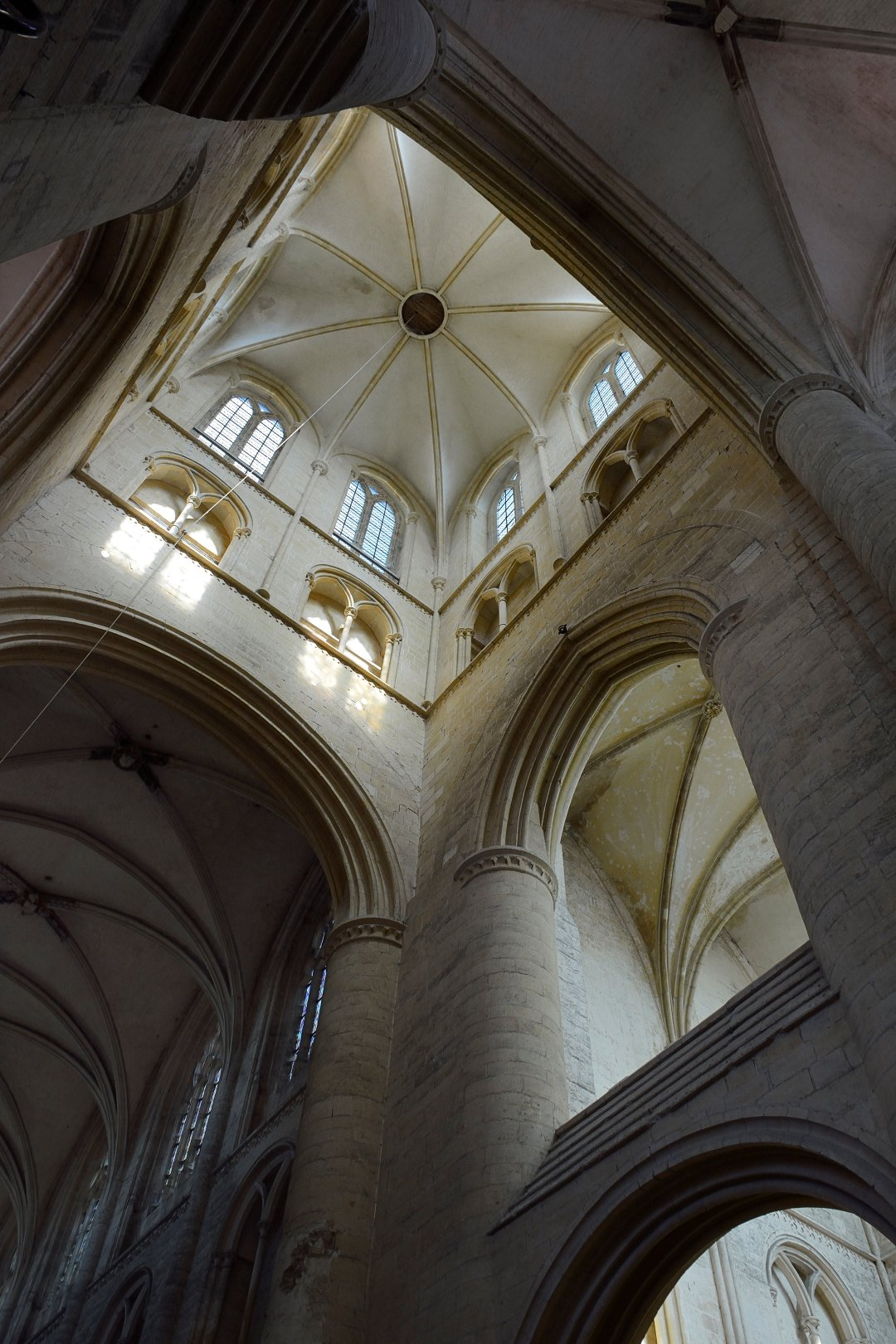
Cimborrio de la abacial de la Saint-Pierre-sur-Dives
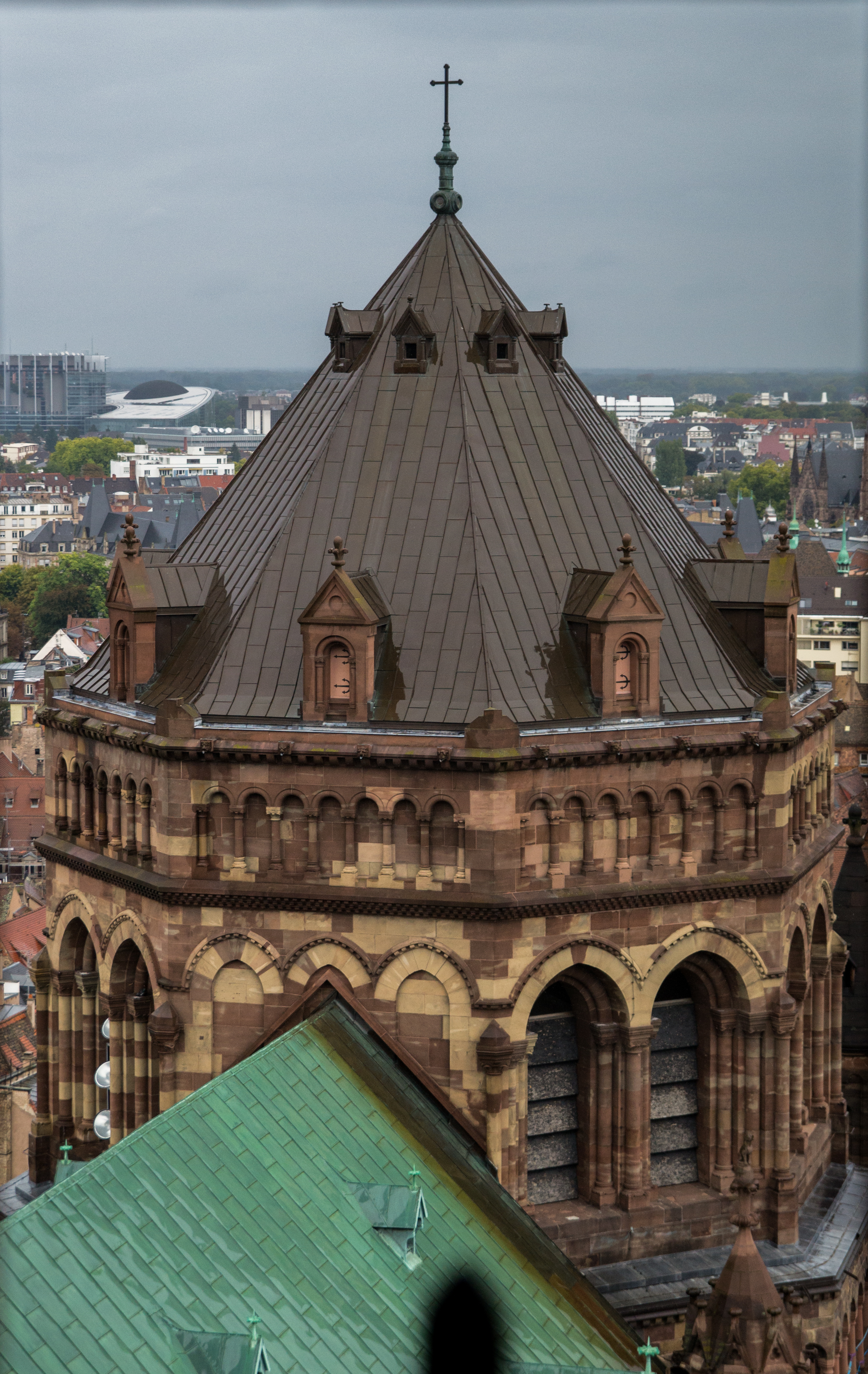
Cimborrio neorrománico de la catedral de Estrasburgo, reconstruido en 1878-1879

### Época gótica
- Catedral de Notre-Dame de Laon
- Catedral de Notre-Dame de Ruan
- Iglesia de San Maclou (Ruan)

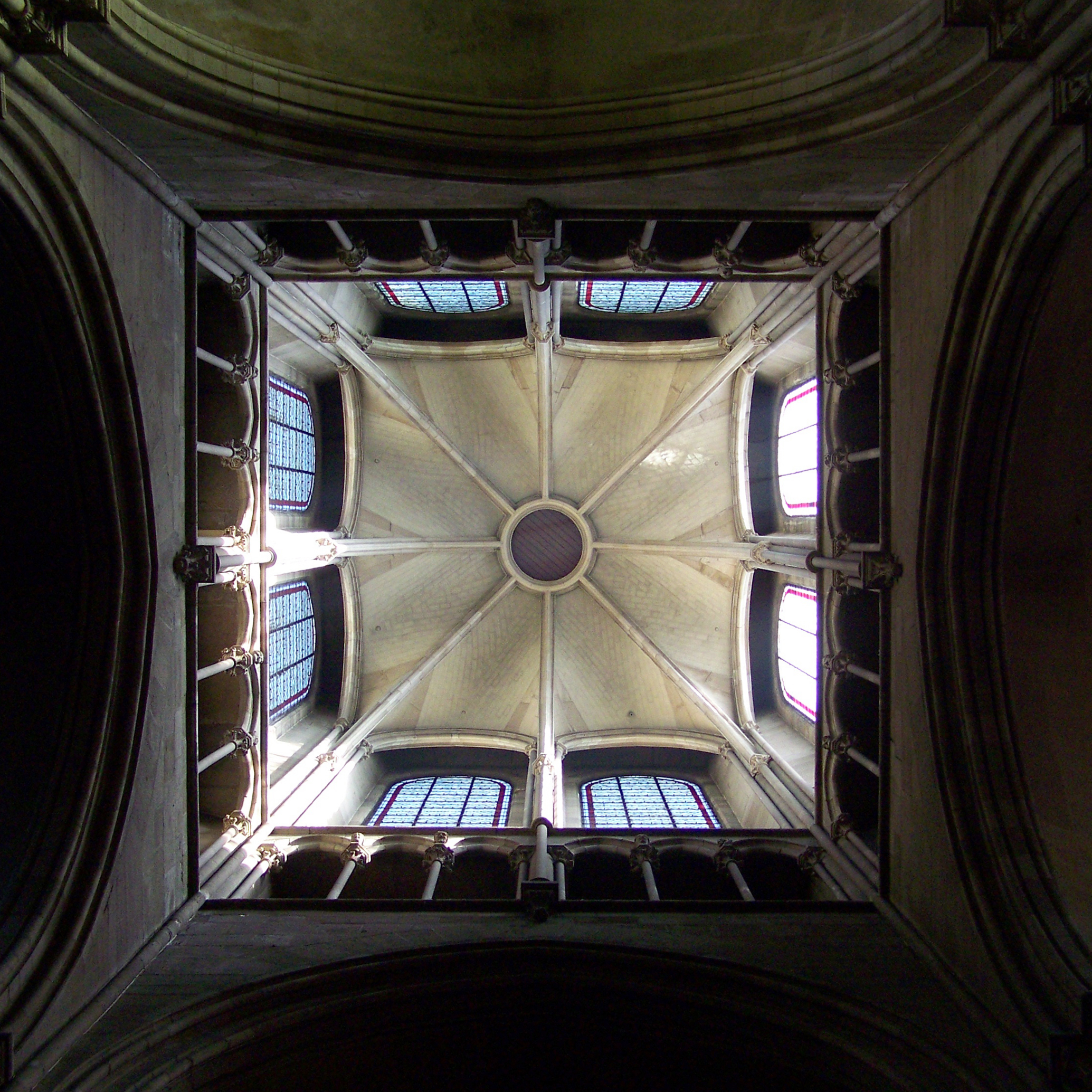
Iglesia de Nuestra Señora de Dijon

- Iglesia abacial de Saint-Ouen de Ruan
- Iglesia de Nuestra Señora de Dijon
- Catedral de Notre-Dame de Évreux
- Catedral de Saint-Pierre de Lisieux
- Catedral de Coutances (el Plomb)
- Abadía de la Trinité de Fécamp
- Abadía de los Hombres de Caen
- Basílica Notre-Dame d'Alençon
- Iglesia abacial de Saint-Yved de Braine
- Catedral de Lausana
- Castillo de Chambord

Cimborrios franceses góticos
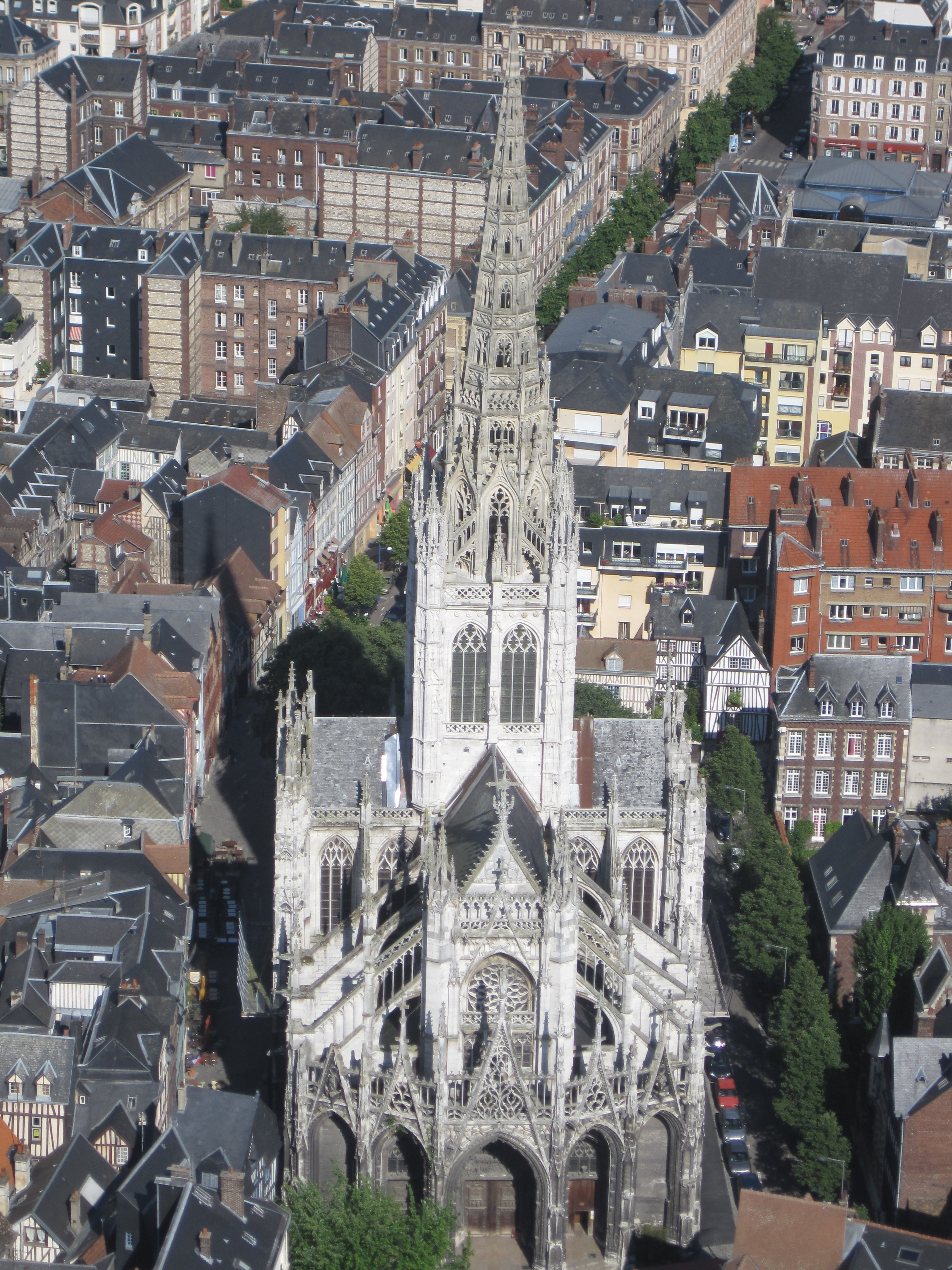
Iglesia de San Maclou, Ruan
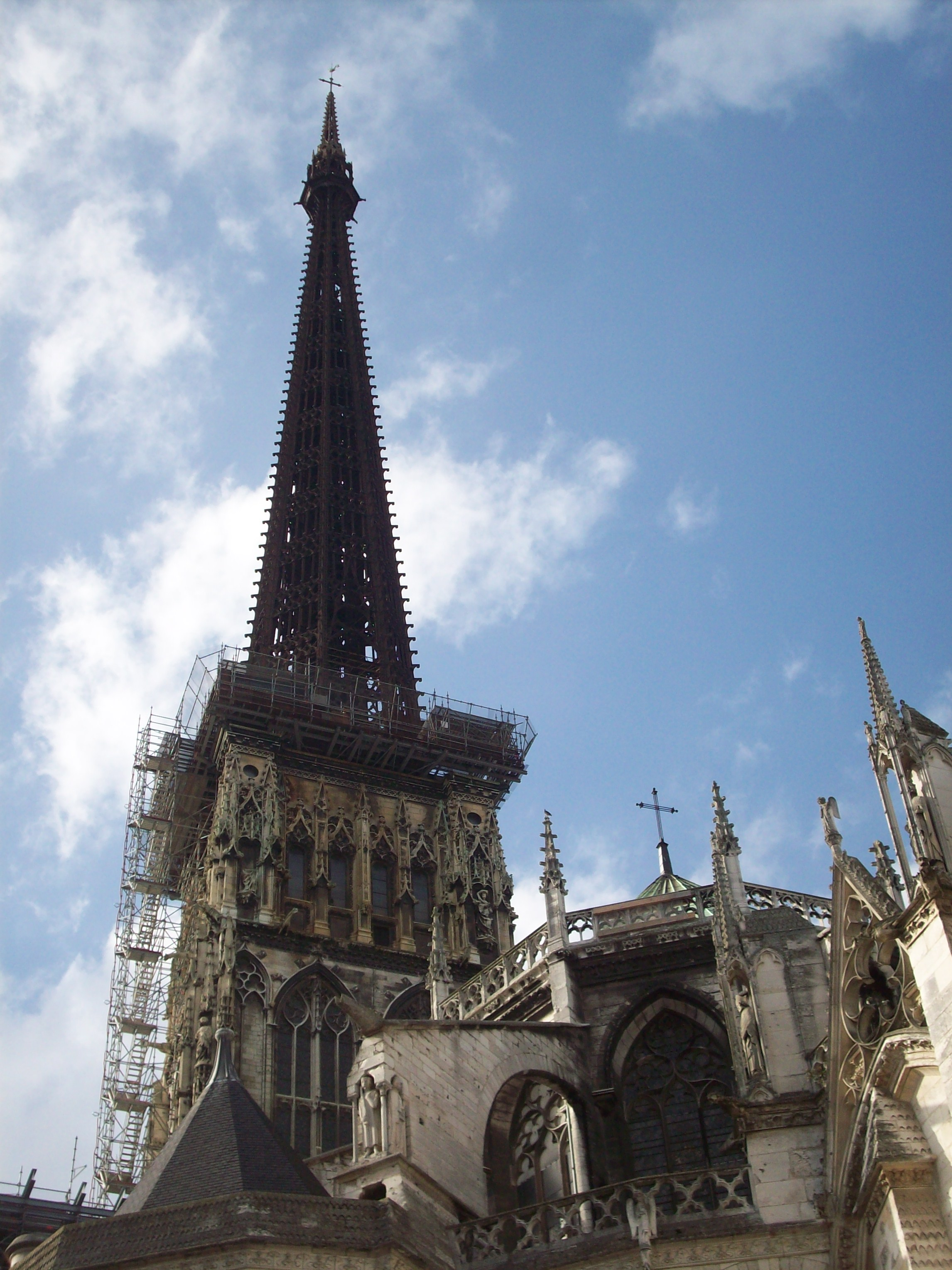
Catedral de Ruan
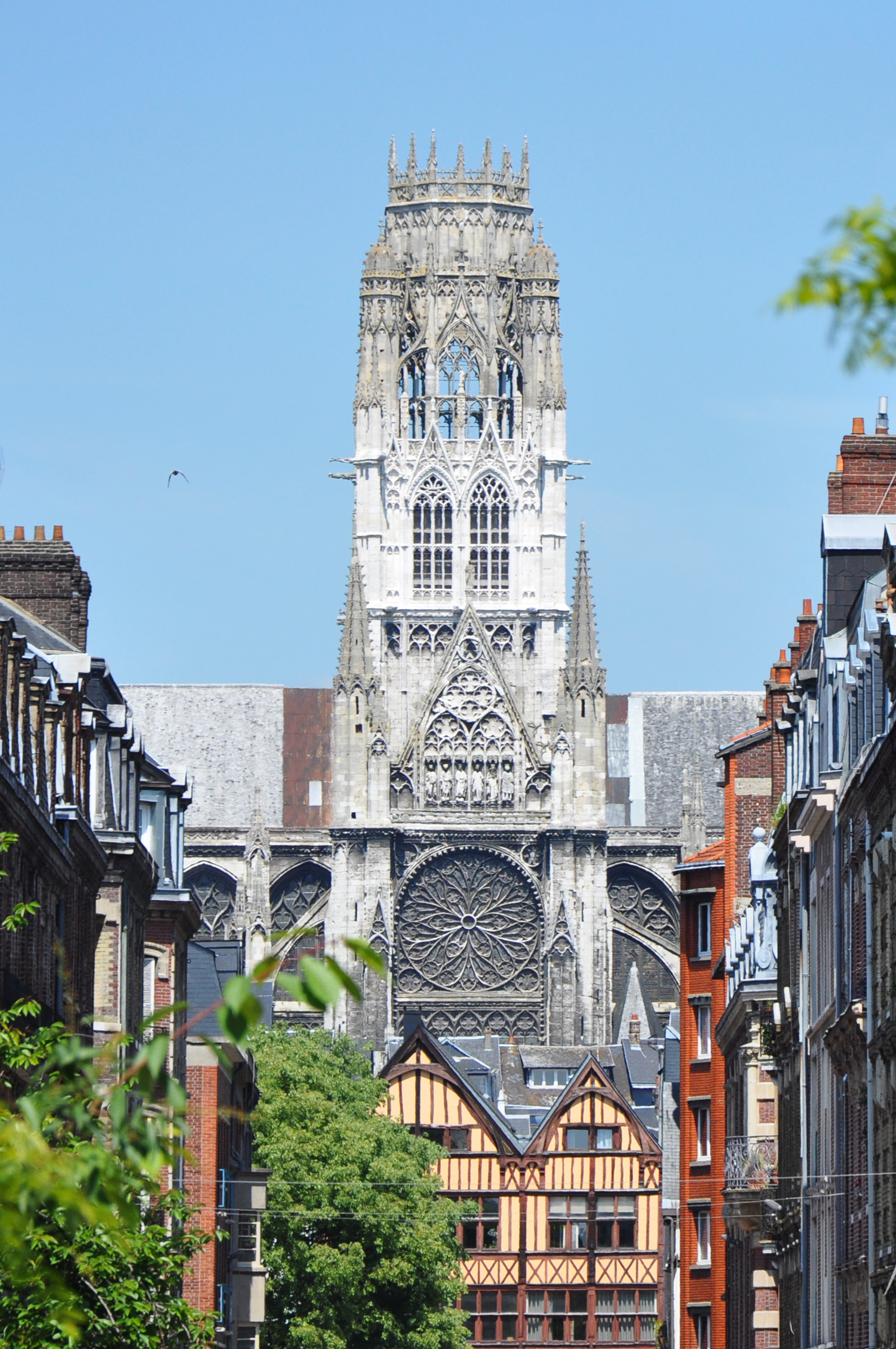
Iglesia abacial de Saint-Ouen de Ruan
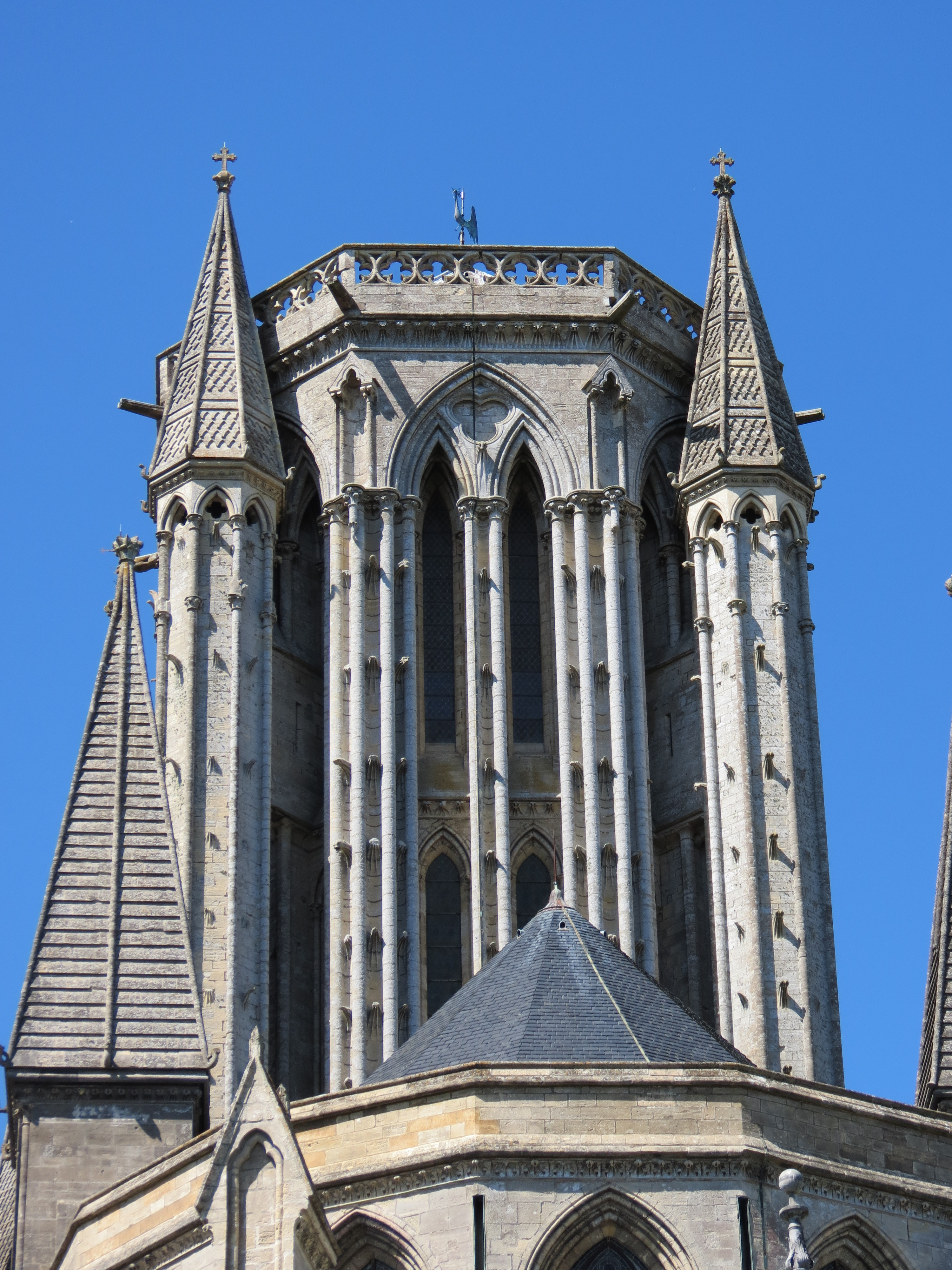
Catedral de Coutances
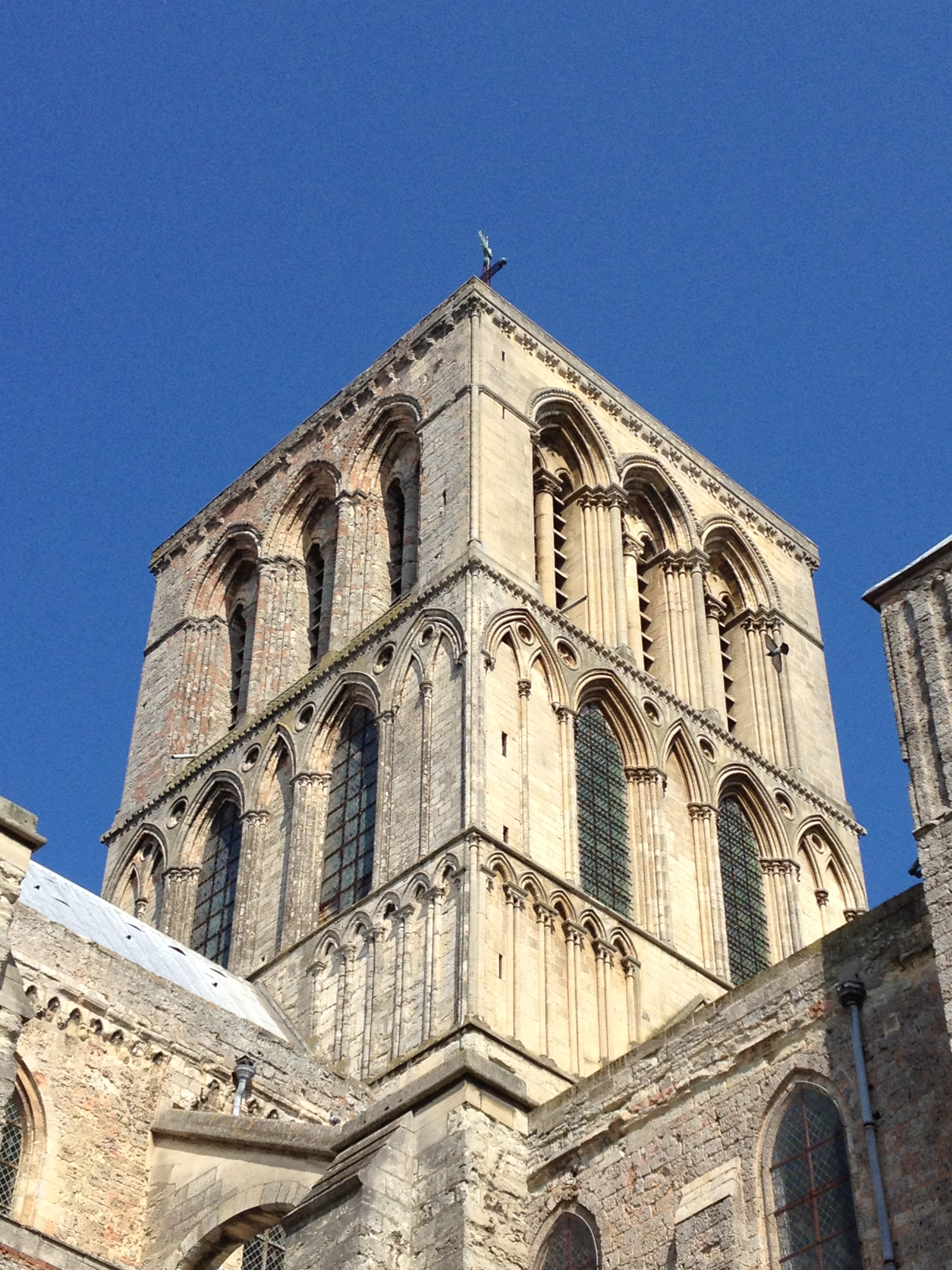
Abadía de la Trinité de Fécamp
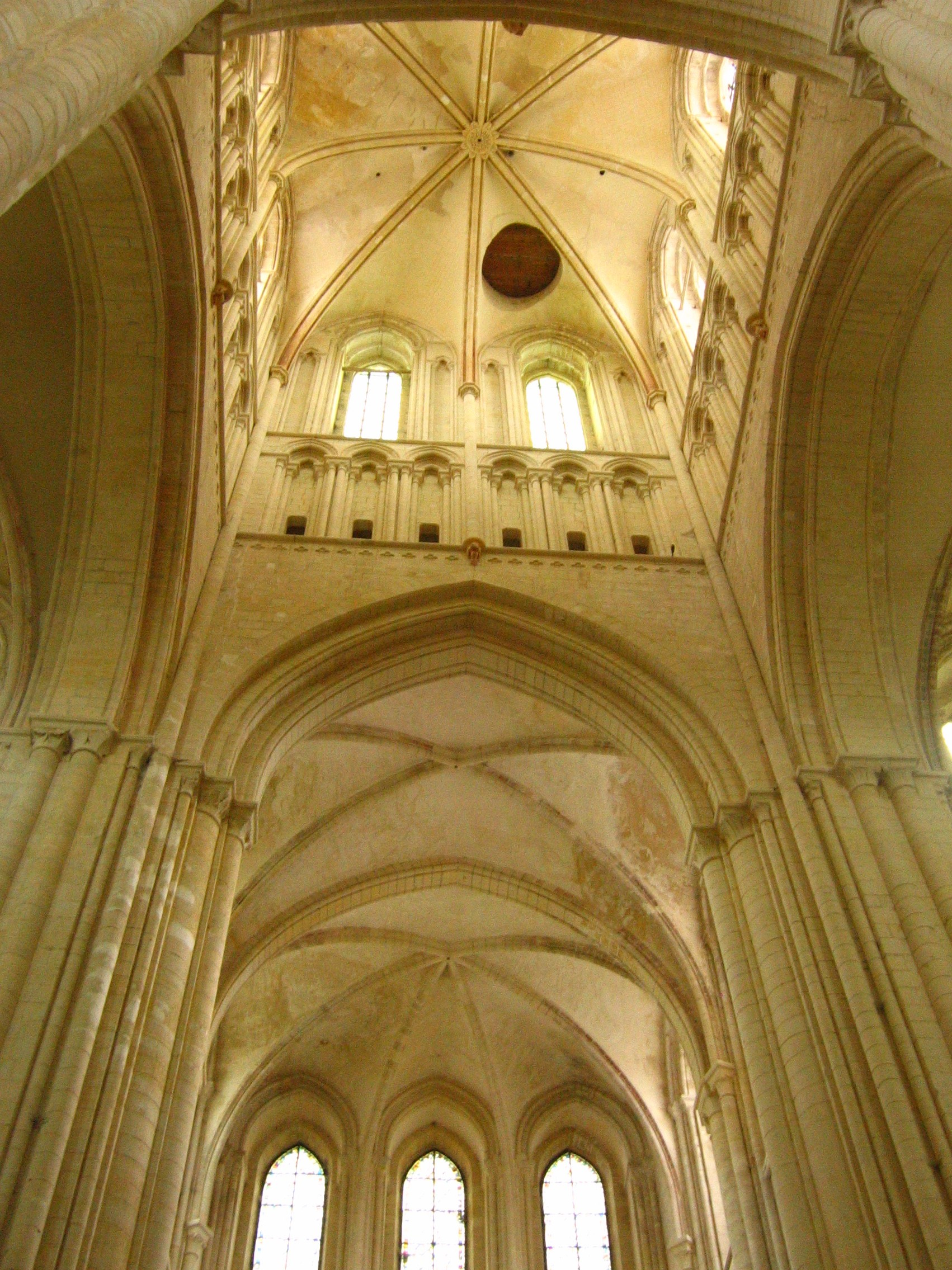
Cimborrio de la iglesia abacial de la Trinité de Fécamp (65 m).
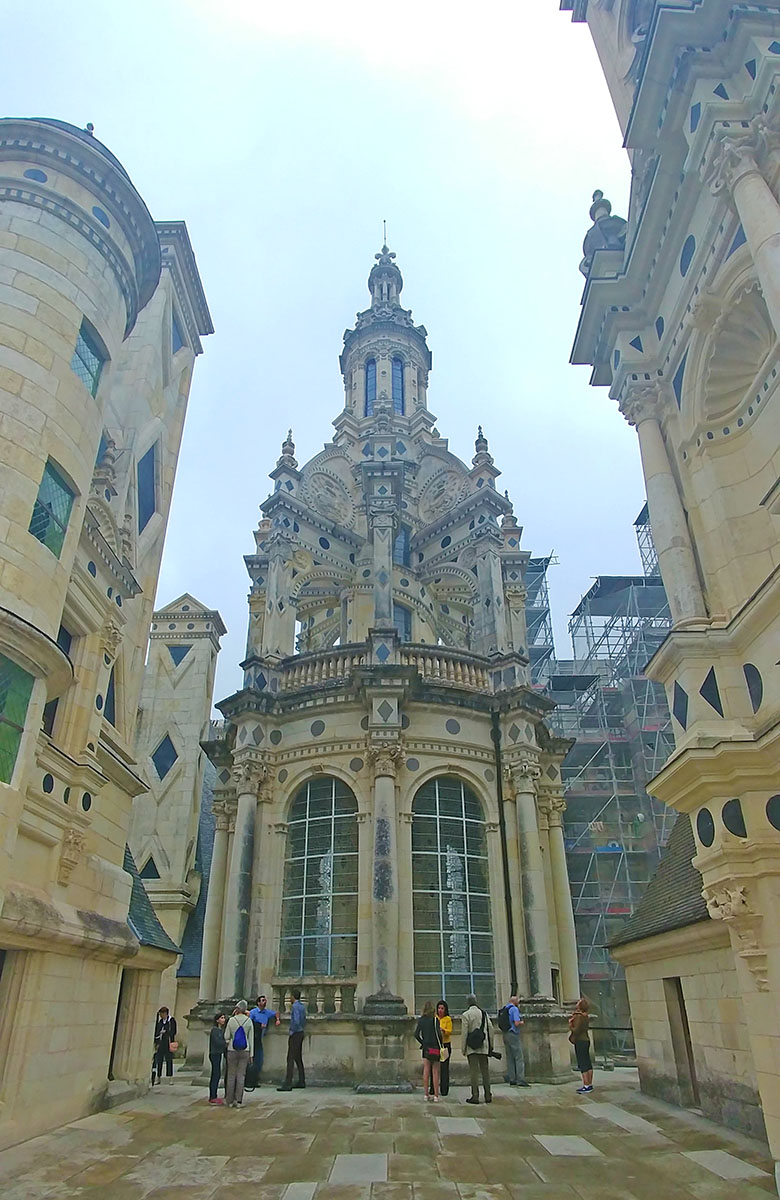
Cimborrio del Castillo de Chambord

### Época contemporánea
En edificios modernos o contemporáneos, el cimborrio puede estar aislado, al lado del edificio principal. Es entonces un elemento puramente decorativo o contiene en su interior solo unos pocos muebles y adornos en la planta baja. Puede disponer de iluminación para ser vista desde el exterior, como en la basílica del Sagrado Corazón de Montmartre o en la necrópolis nacional de Notre-Dame-de-Lorette.
- Basílica del Sagrado Corazón de Montmartre
- Necrópolis nacional de Notre-Dame-de-Lorette
- Iglesia Saint-Joseph de Havre

Cimborrios franceses contemporáneos
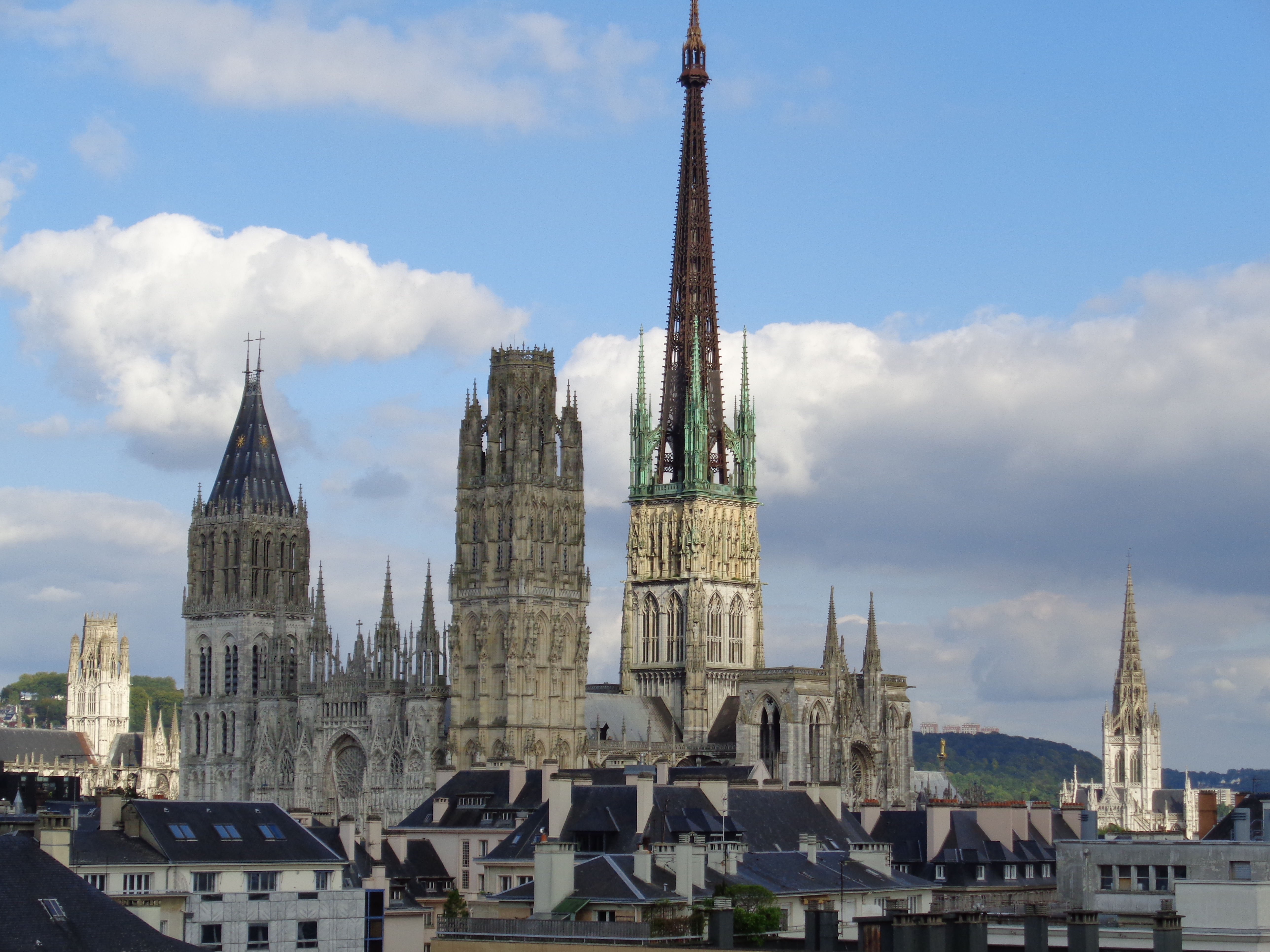
Magnífico cimborrio de la catedral de Ruan, cuya flecha hace que sea la iglesia más alta del país (151 m)
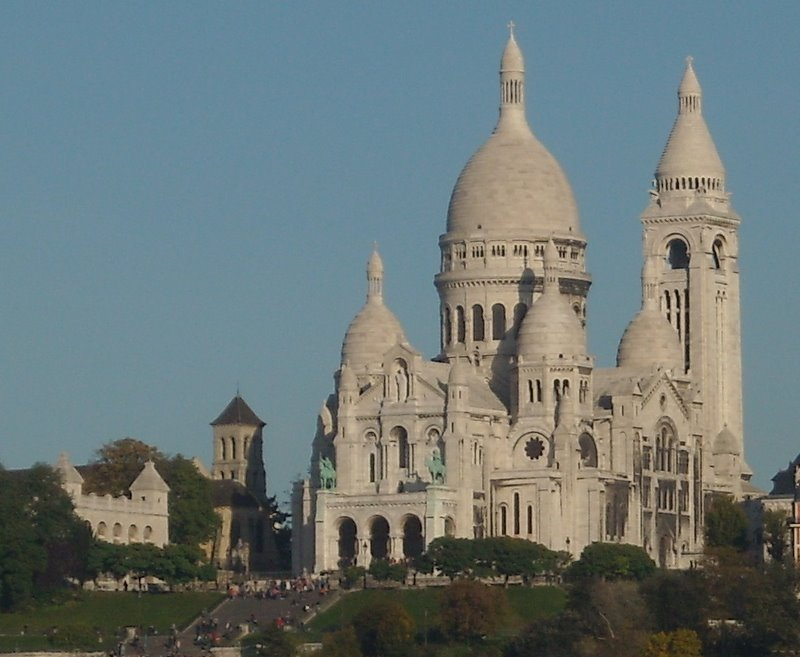
Cimborrio aislado, a derecha, del Sacré-Cœur de Montmartre
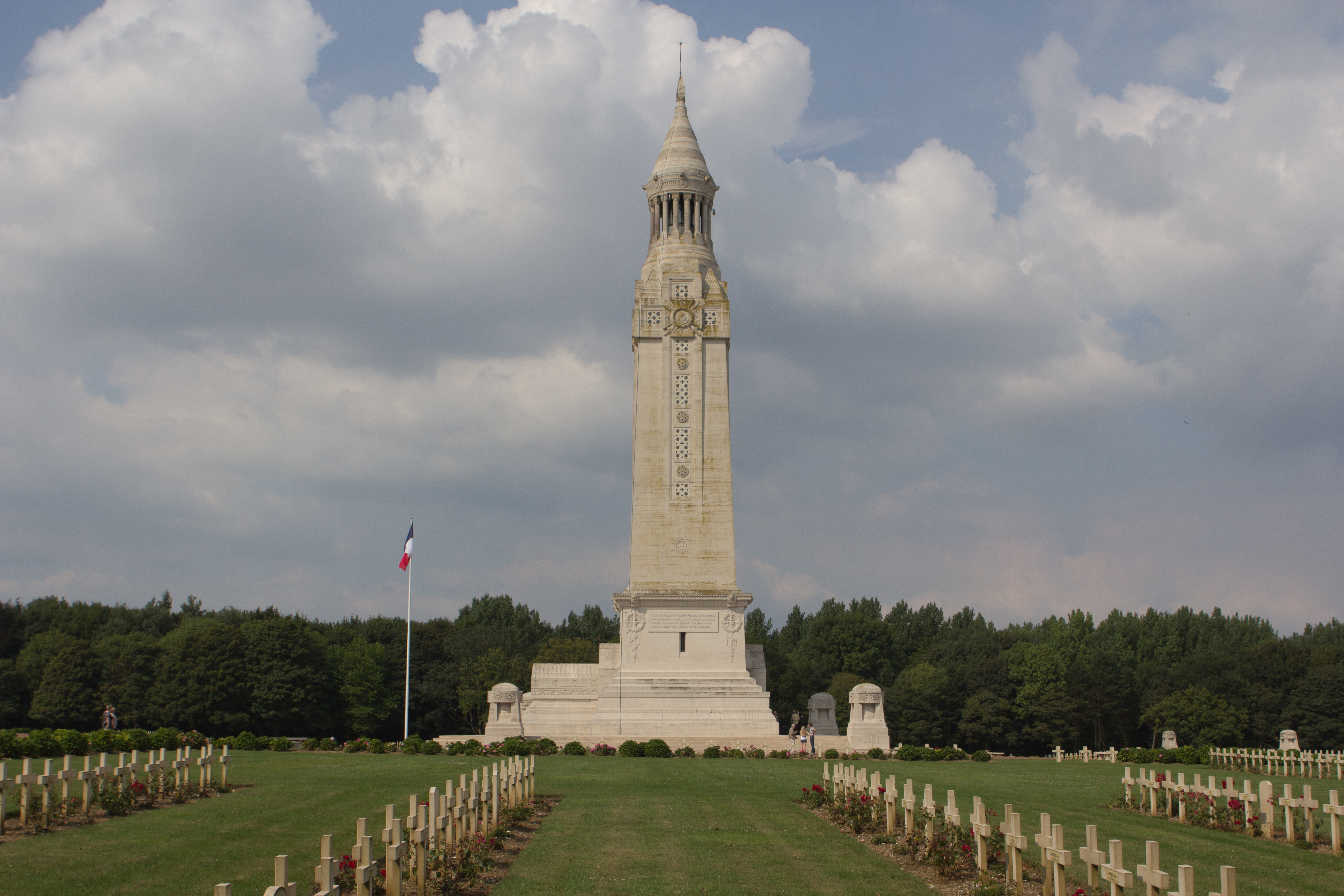
Cimborrio aislado de la necrópolis nacional de Notre-Dame-de-Lorette

## Cimborrios en España

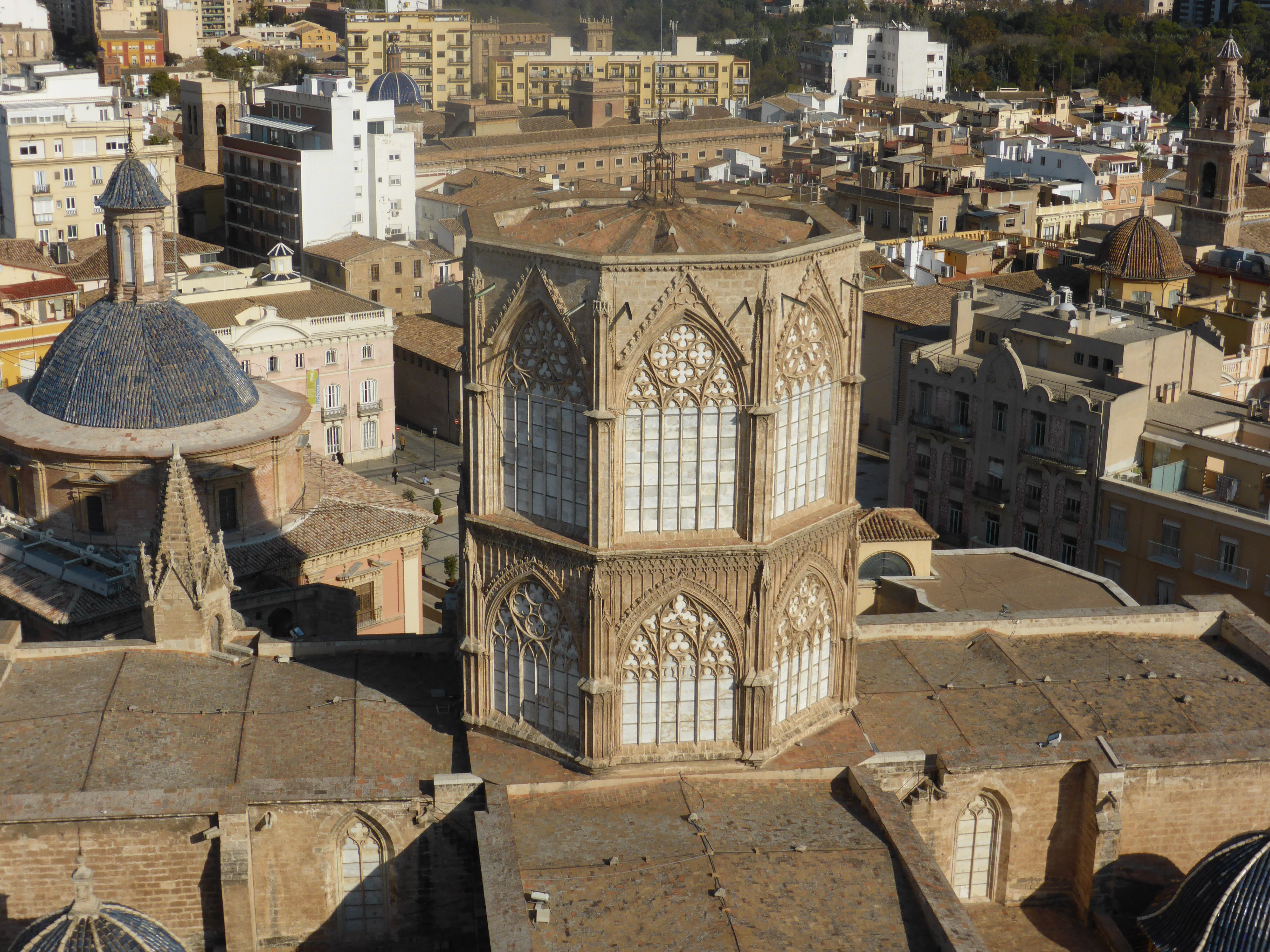
Cimborrio de la catedral de Valencia, con ventanales góticos del.

En España son muy notables los cimborrios del llamado grupo de cimborrios del Duero, entre ellos el de la Catedral de Zamora, o el de la Catedral Vieja de Salamanca y el de la Colegiata de Toro. Se caracterizan por ser de la etapa de transición entre los estilos románico y gótico, además de tener influencias bizantinas. Otro cimborrio emblemático es el del crucero de la catedral de Burgos, de estilo gótico final, concluido en el año 1568. Se remata con una espectacular bóveda estrellada calada, que permite el ingreso de luz cenital. La Seo de Zaragoza cuenta a su vez con un cimborrio mudéjar y gótico. El cimborrio de la catedral de Valencia  filtra la luz disponiendo en los huecos placas de alabastro, en finas láminas. La catedral de Murcia también cuenta con cimborrio cerca del coro y de la capilla de Junterones. A comienzos del siglo XX, en estilo neogótico, se levantó el cimborrio de la Seo o Catedral de Barcelona.

Cimborrios en España
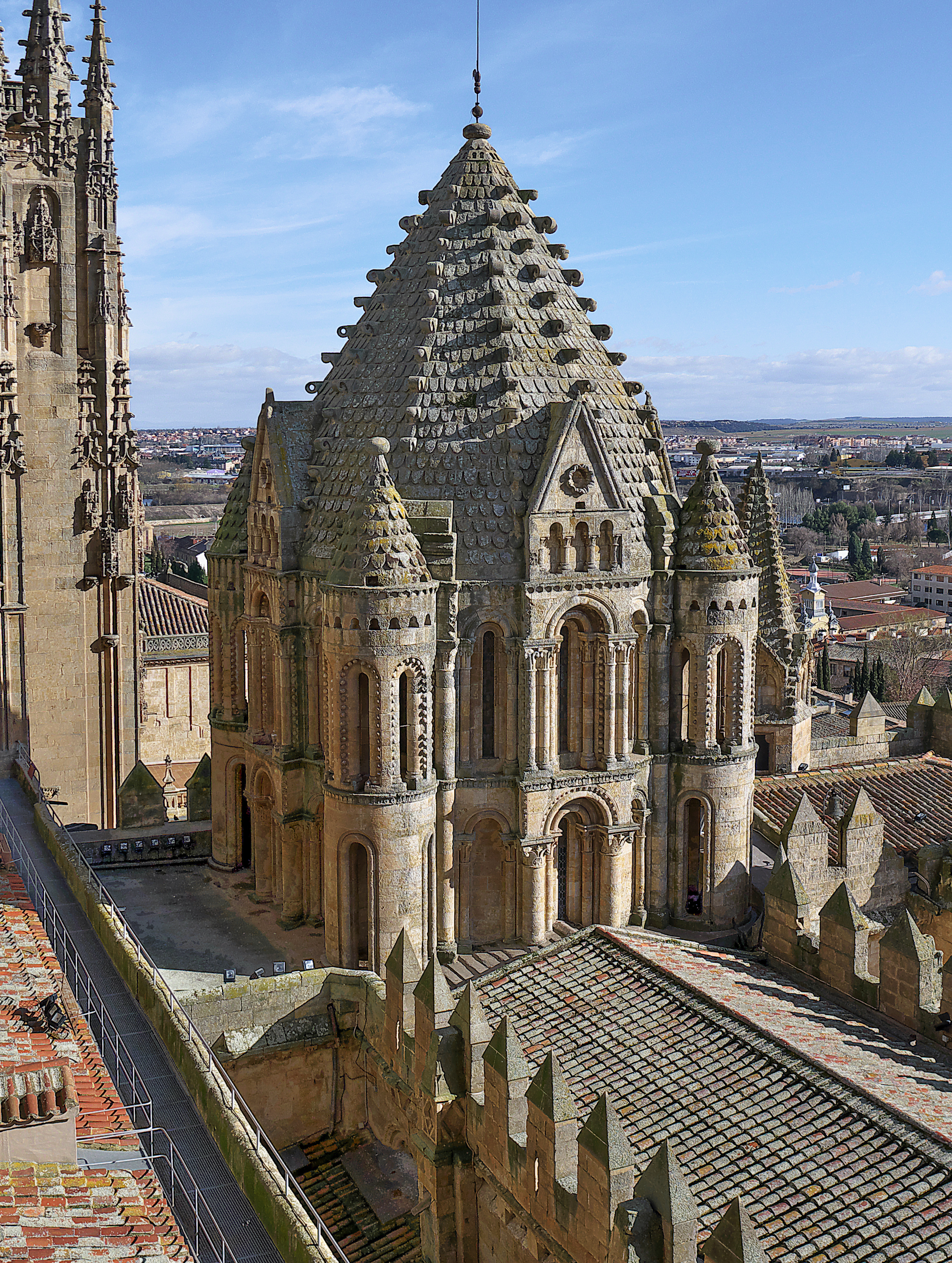
Cimborrio de la catedral Vieja de Salamanca.
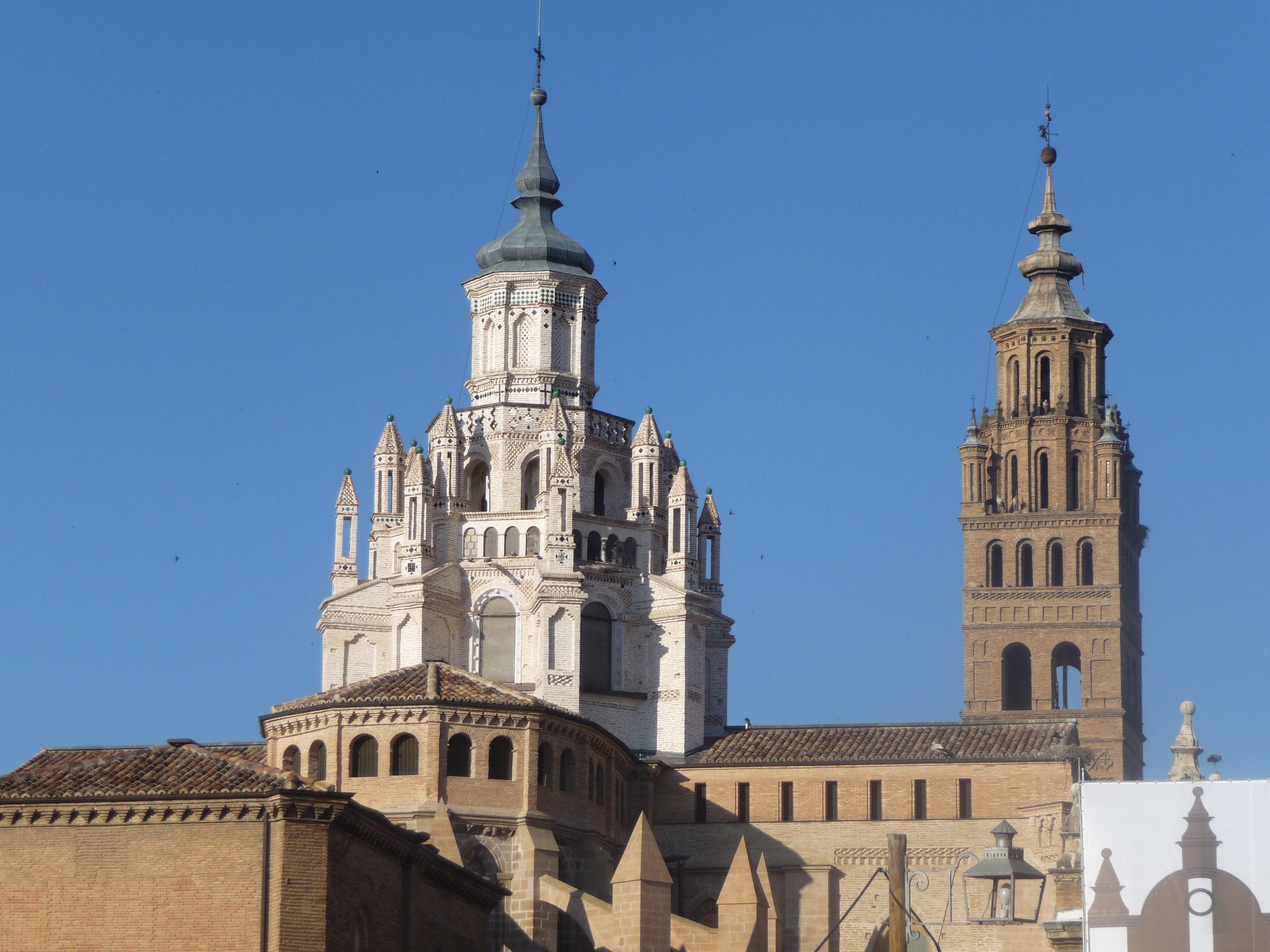
Cimborrio de la catedral de Tarazona.
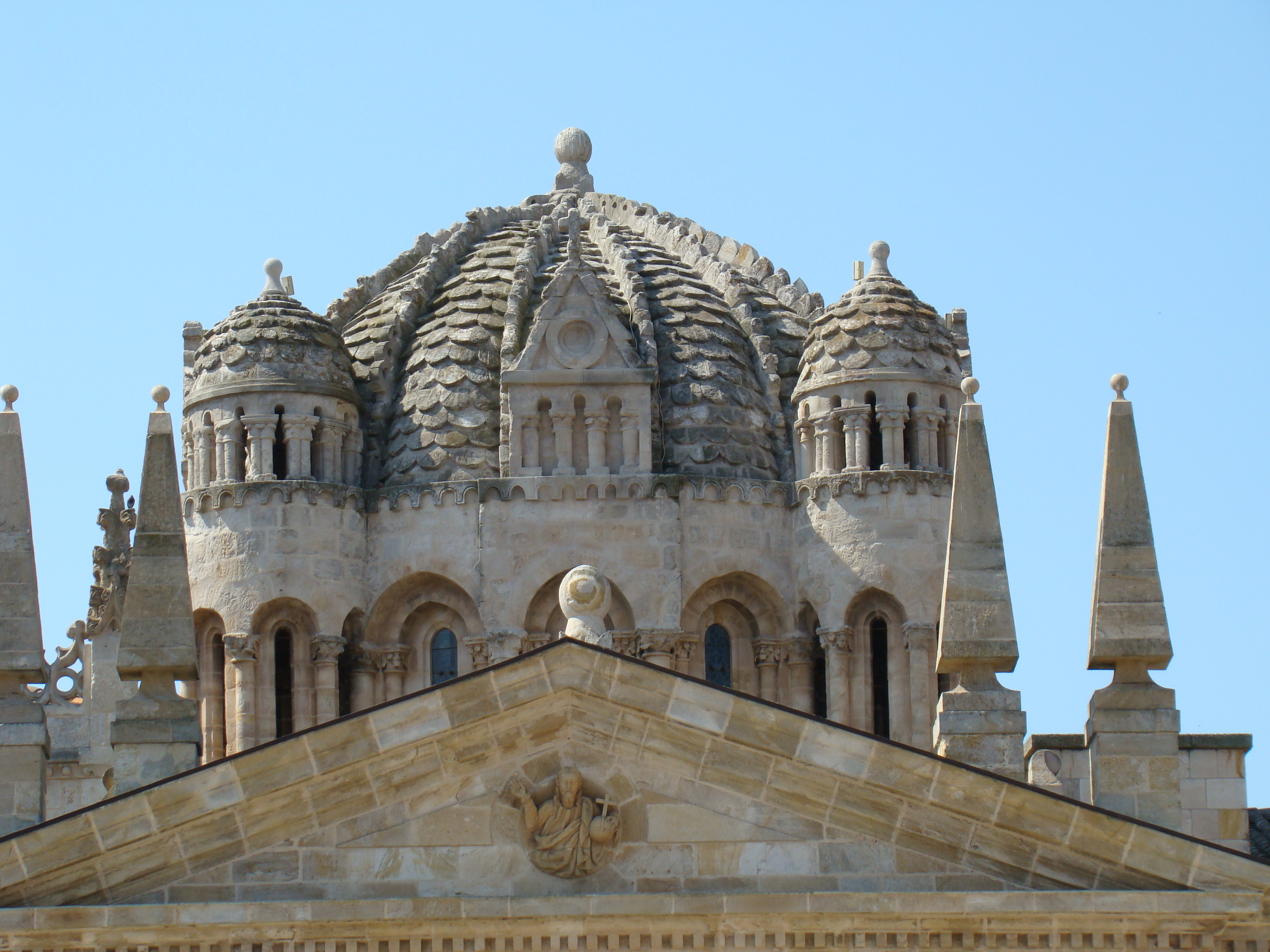
Cimborrio de la catedral de Zamora.
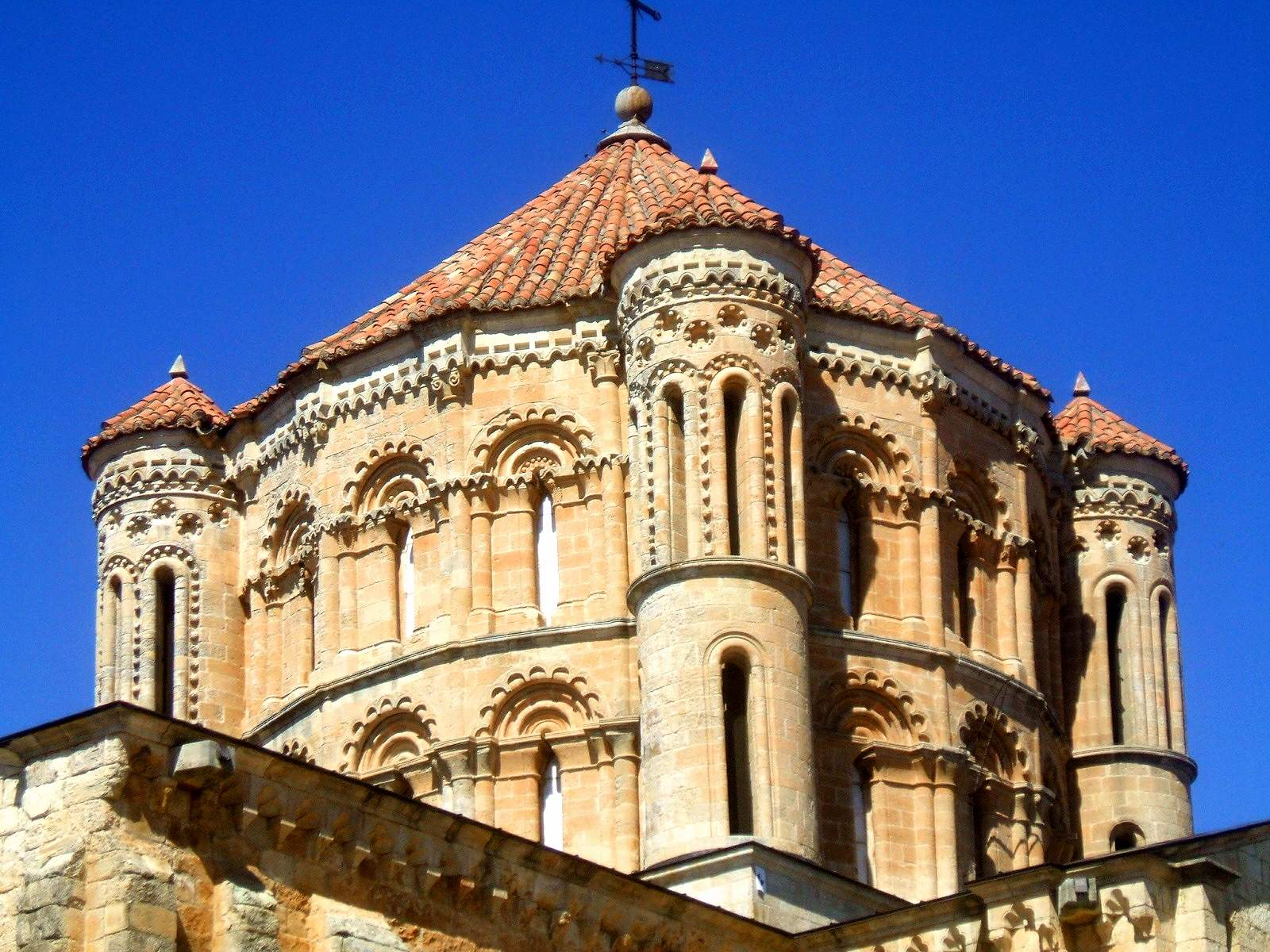
Cimborrio de la colegiata de Toro

## Cimborrios en Italia

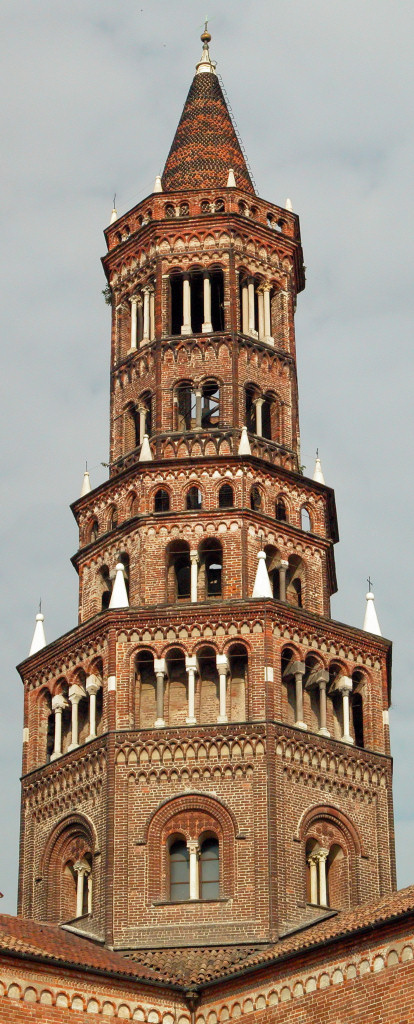
La Ciribiciaccola, cimborrio de nueve plantas de la abadía de Chiaravalle, Milán

- Abadía de Chiaravalle, Milán (56,26 m)
- Sant'Ivo alla Sapienza, Roma
- Santa Maria delle Grazie, Milán
- Iglesia de Santa María presso San Celso, Milán
- Basílica de san Ambrosio, Milán
- Iglesia de San Vital de Rávena
- Mausoleo de Santa Constanza, Roma.

Cimborrios en Italia
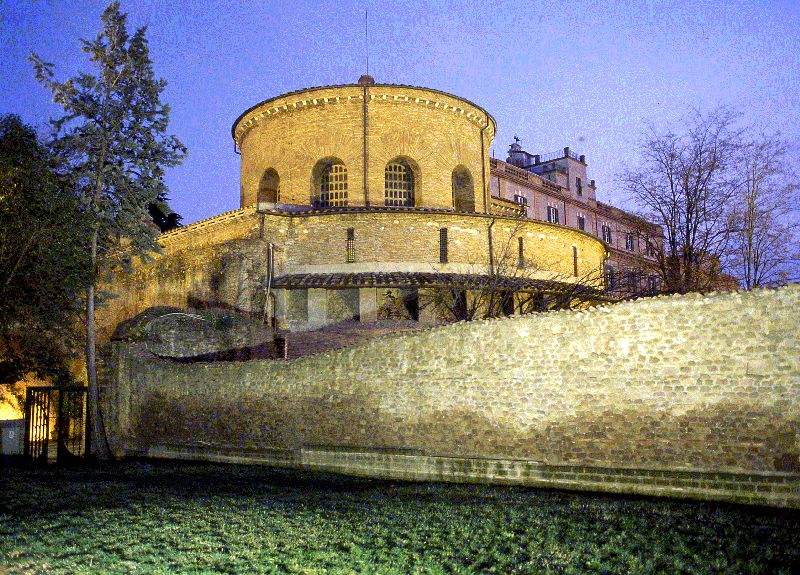
Protocimborrio en el  Mausoleo de Santa Constanza, Roma (2.º cuarto del siglo IV)
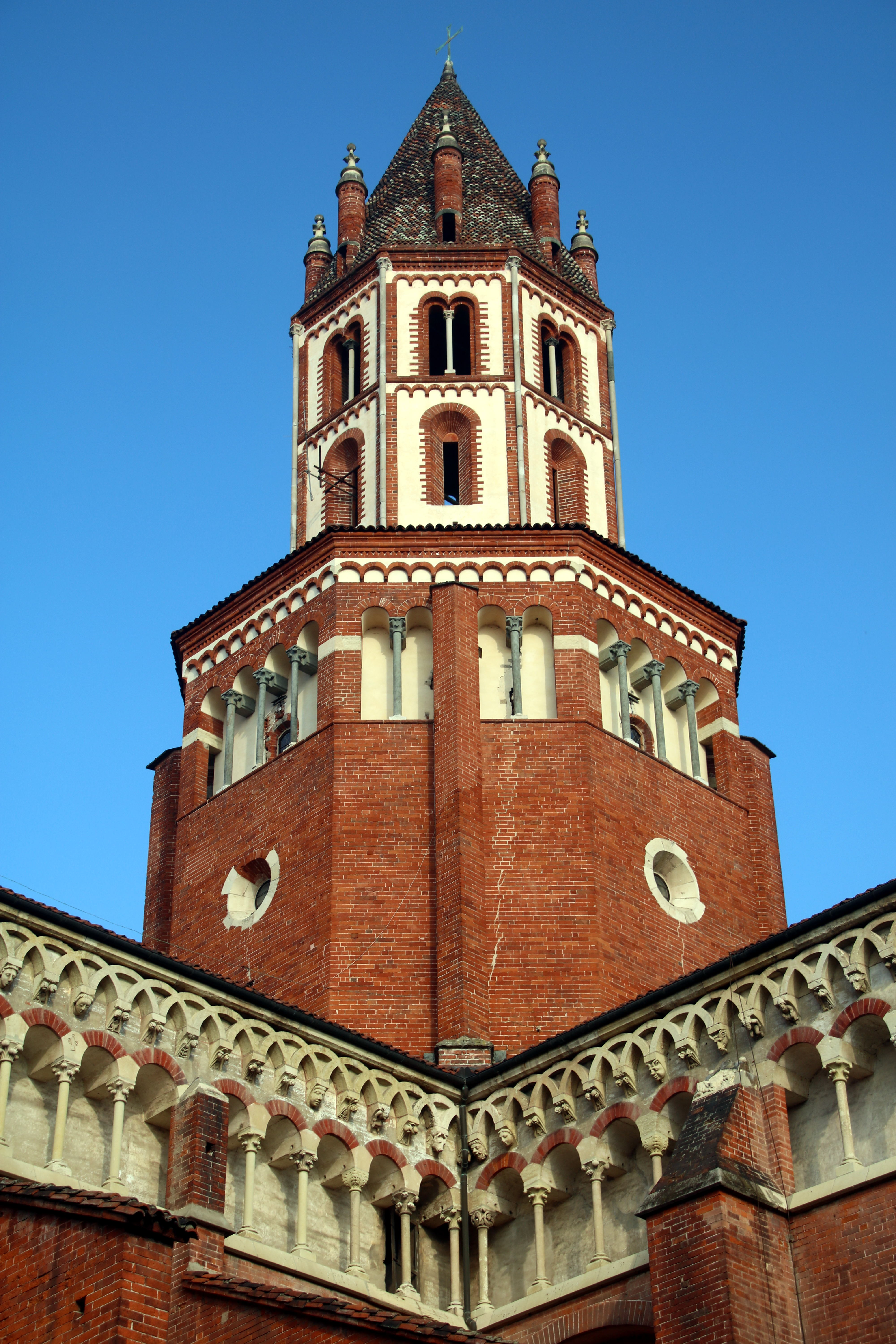
Basílica de San Andrés de Vercelli (1219-1227), transición del románico al gótico
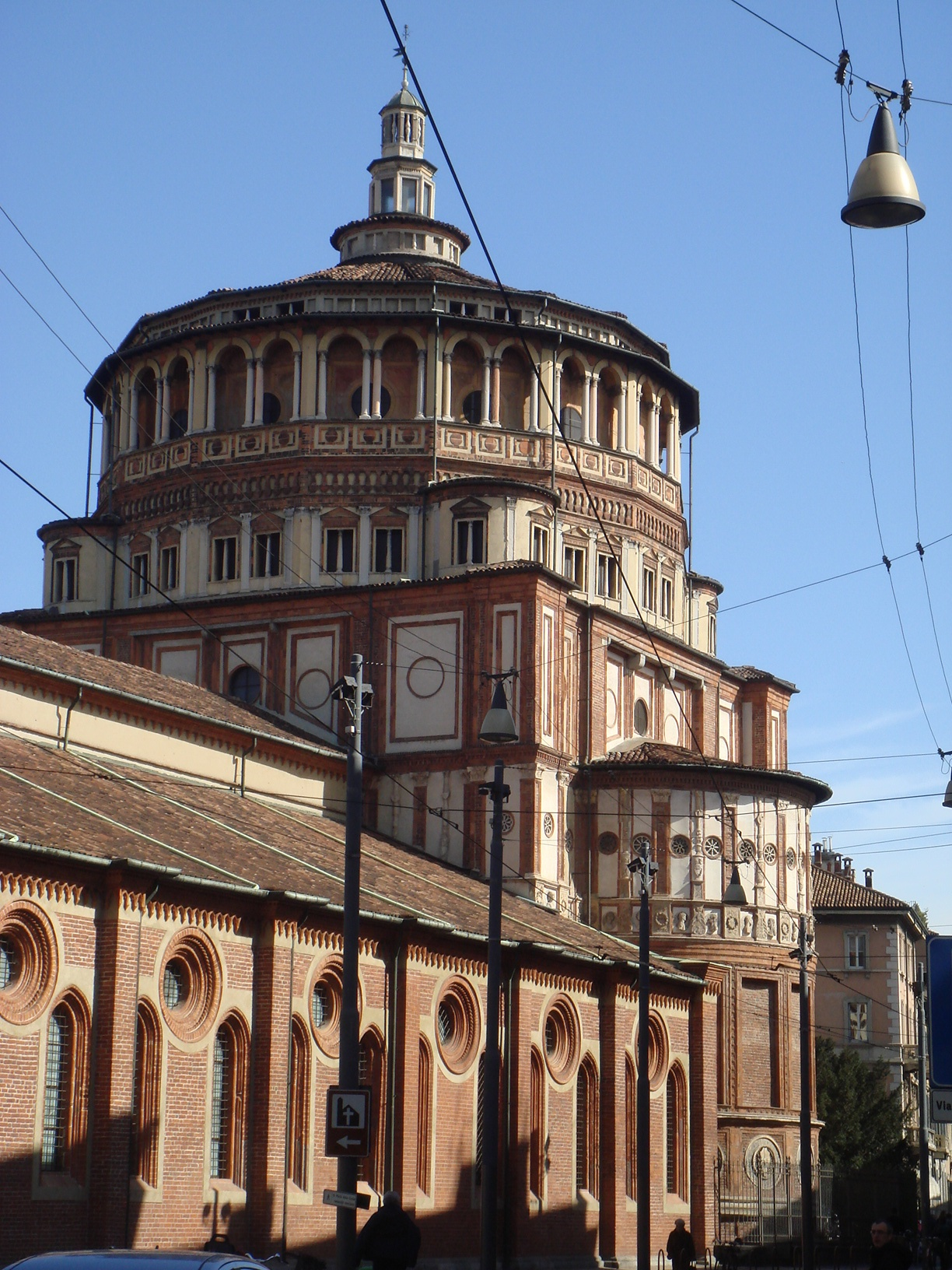
Santa Maria delle Grazie, Milán
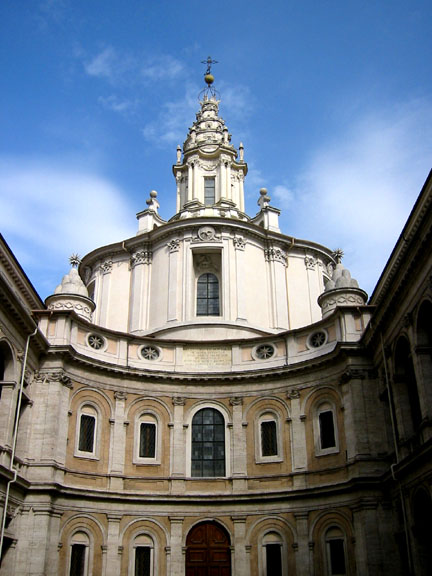
Cimborrio de Sant'Ivo alla Sapienza, con la famosa linterna en espiral

## Cimborrios en Bélgica
- Catedral de Nuestra Señora de Amberes
- Sint Sulpitiuskerk en Diest
- Iglesia de San Nicolás (Gante) en Gante
- Abadía de Grimbergen
- catedral de San Esteban (Viena)

Cimborrios en Bélgica
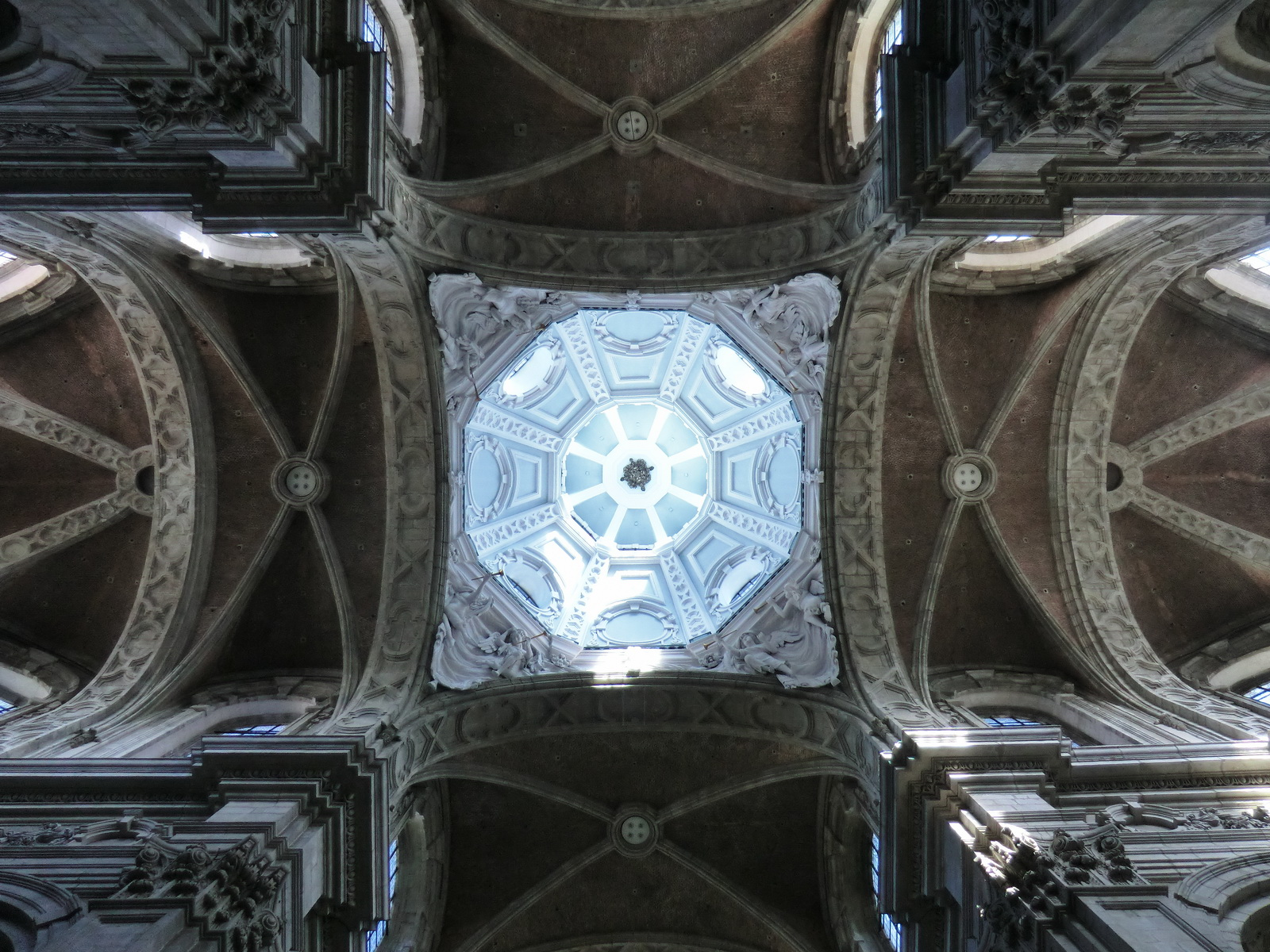
Interior del cimborrio de la abadía de Grimbergen.
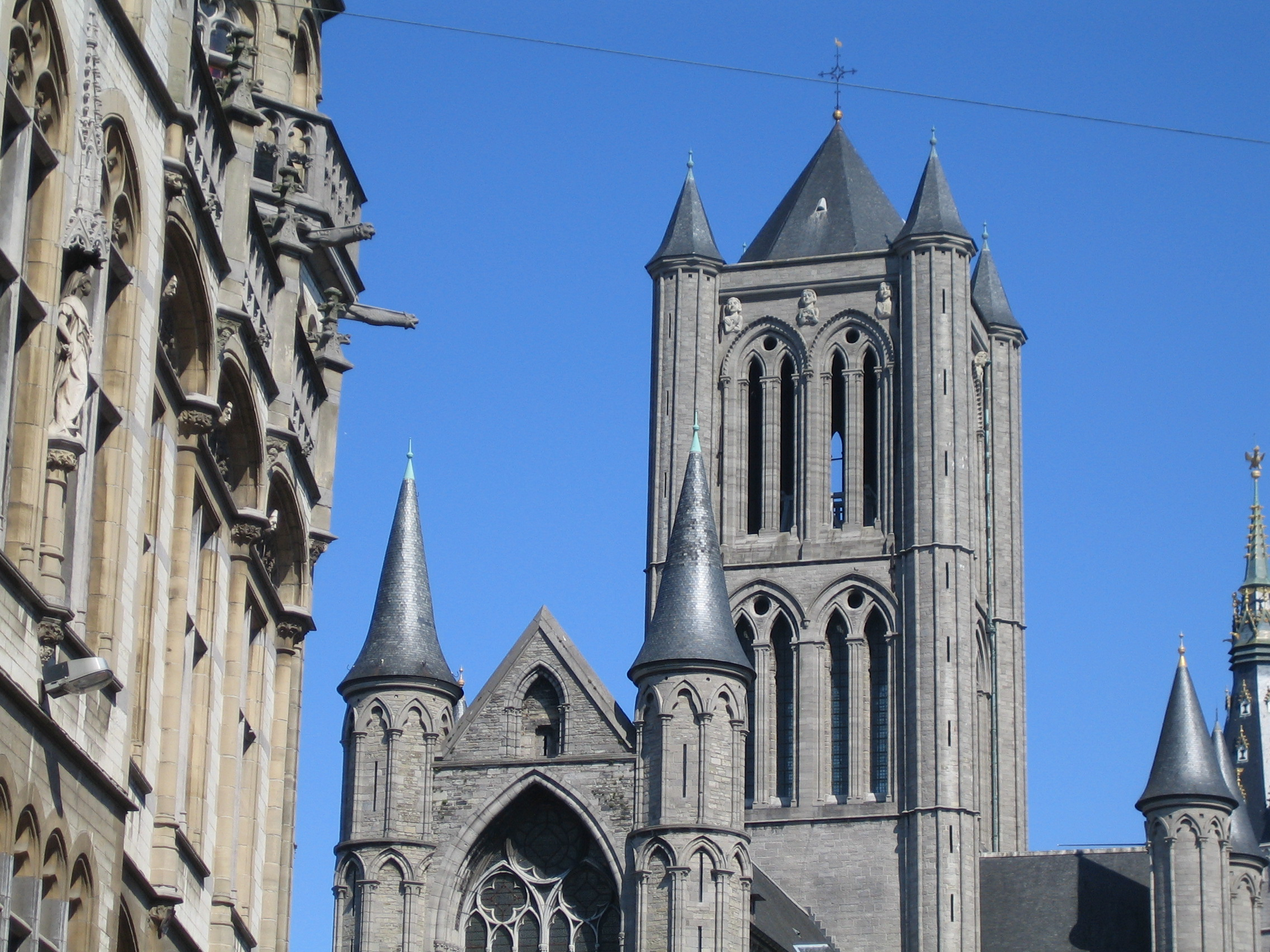
Cimborrio de dos plantas de la Iglesia de San Nicolás (Gante).
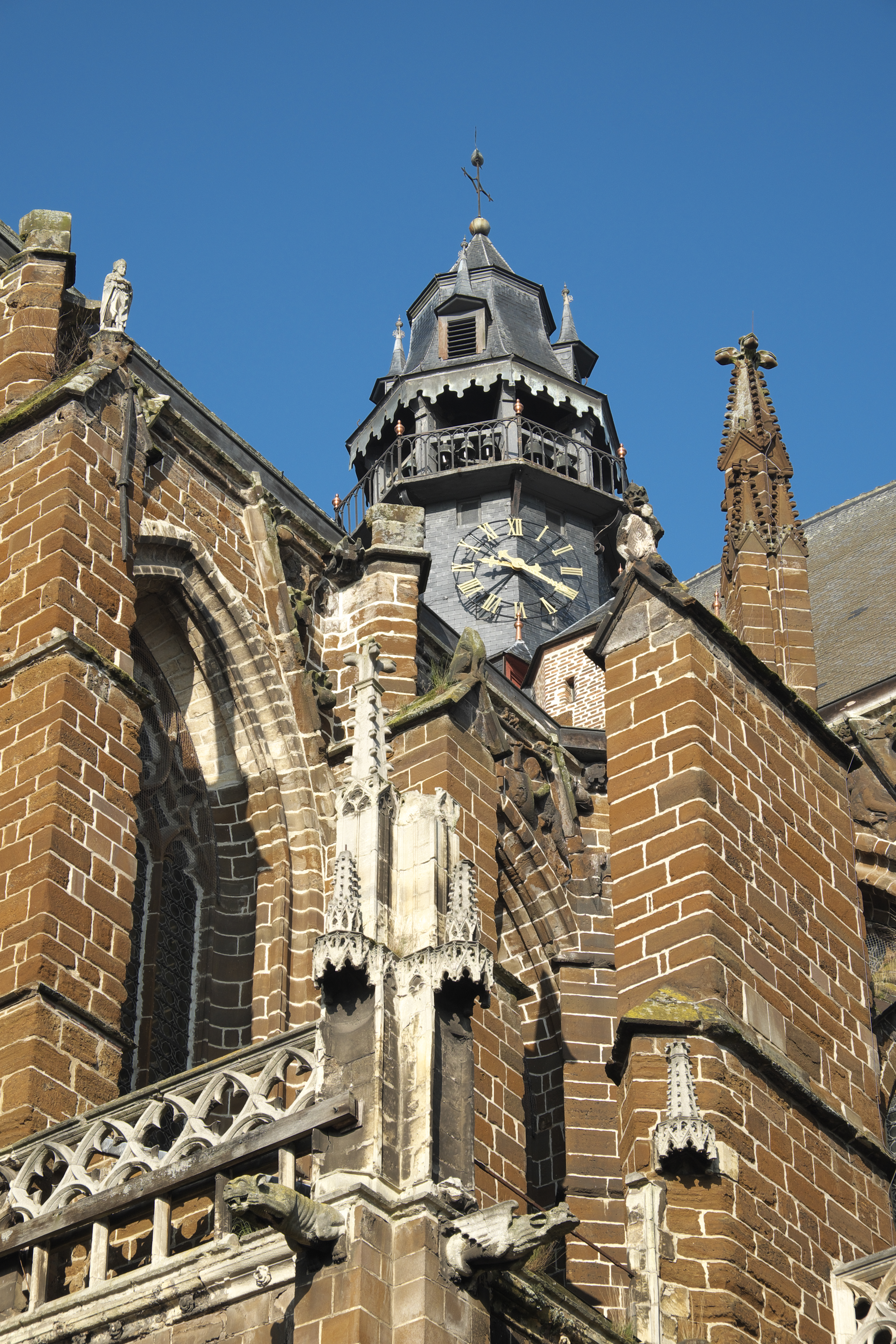
Cimborrio con reloj de Sint Sulpitiuskerk en Diest
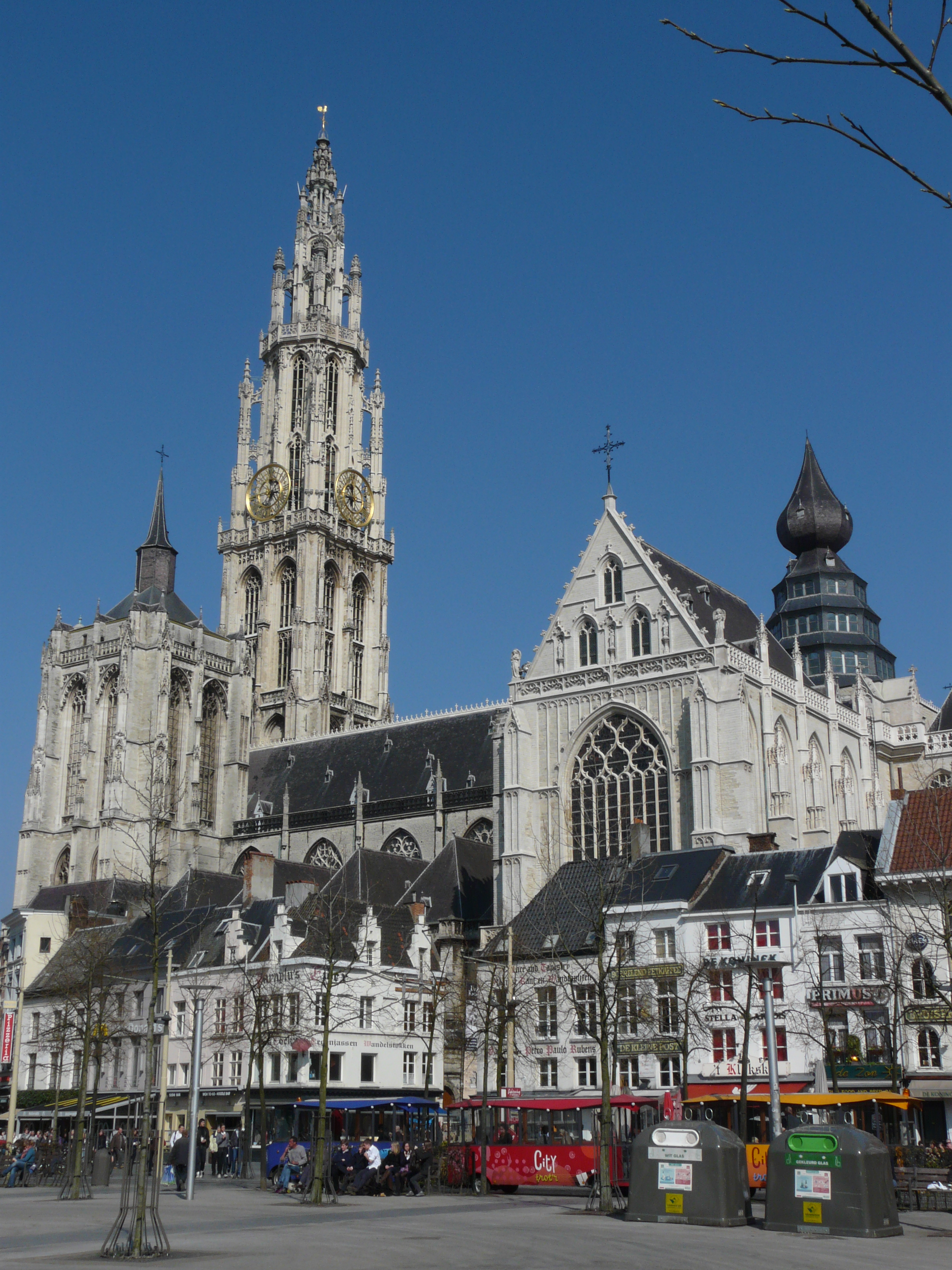
Curioso cimborrio de la catedral de Amberes (a la izqda.)

## Cimborrios en los Países Bajos
- Gran iglesia Saint-Laurent en Alkmaar
- Iglesia de Maria Magdalena (Ámsterdam), Ámsterdam
- Basílica de San Willibrord (Ámsterdam).
- Basílica de San Willibrord en Hulst en Zeeuws-Vlaanderen
- Iglesia de Sint-Bavokerk en Haarlem
- Catedral de San Juan (Bolduque) en 's-Hertogenbosch
- Iglesia de San Gumaro en Steenbergen, el cimborrio más alto del país (83 m)
- Sint-Laurentiuskerk en Breda
- Sint-Petruskerk, Uden
- Iglesia de Santa Brigida (Geldrop) (1889-1891)
- Basiliek van Onze-Lieve-Vrouw van het Heilig Hart, en Sittard
- Iglesia de San Lamberto (Maastricht) (1914-1916)
- Iglesia de Munster, Roermond
- Heilig Hartkerk, Roermond

Cimborrios en los Países Bajos
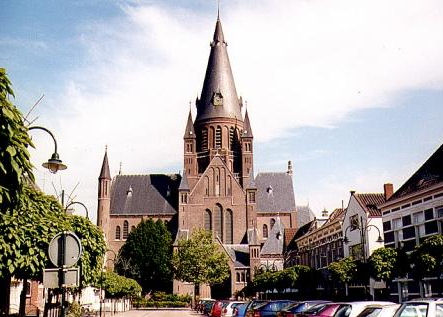
Cimborrio de la iglesia de San Gumaro (1900-1901)
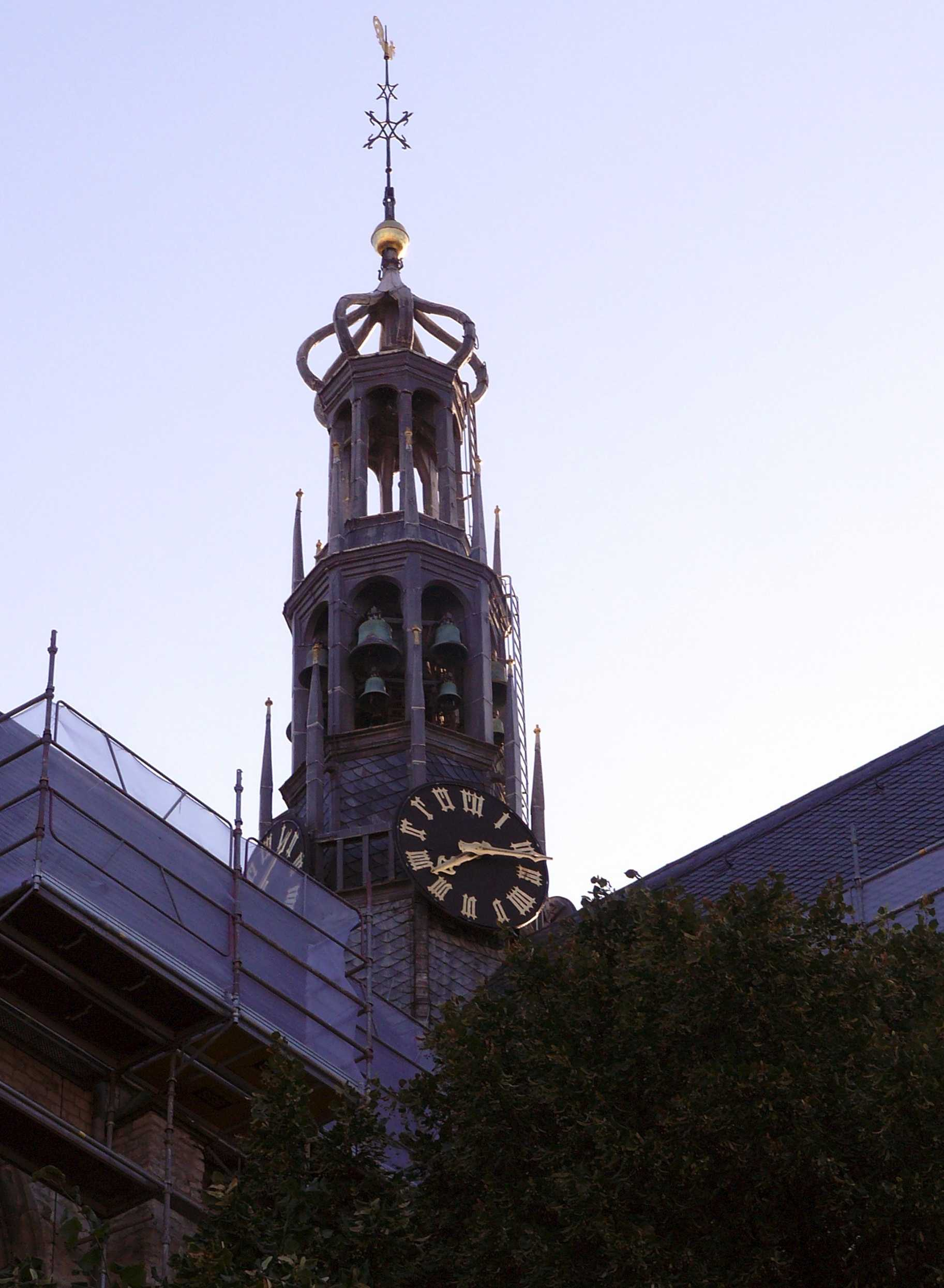
Gran iglesia Saint-Laurent en Alkmaar
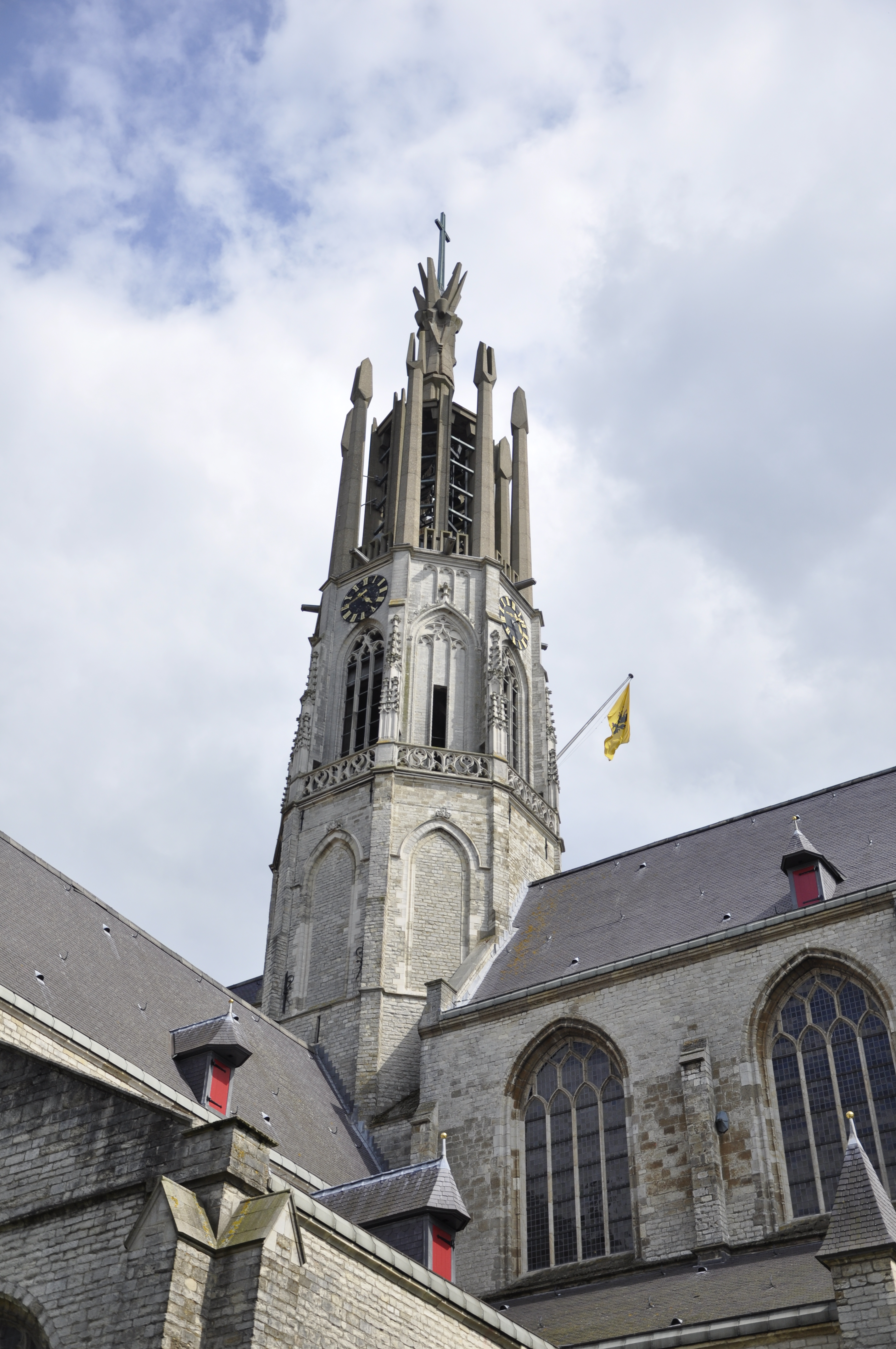
Cimborrio de basílica de San Willibrord en Hulst
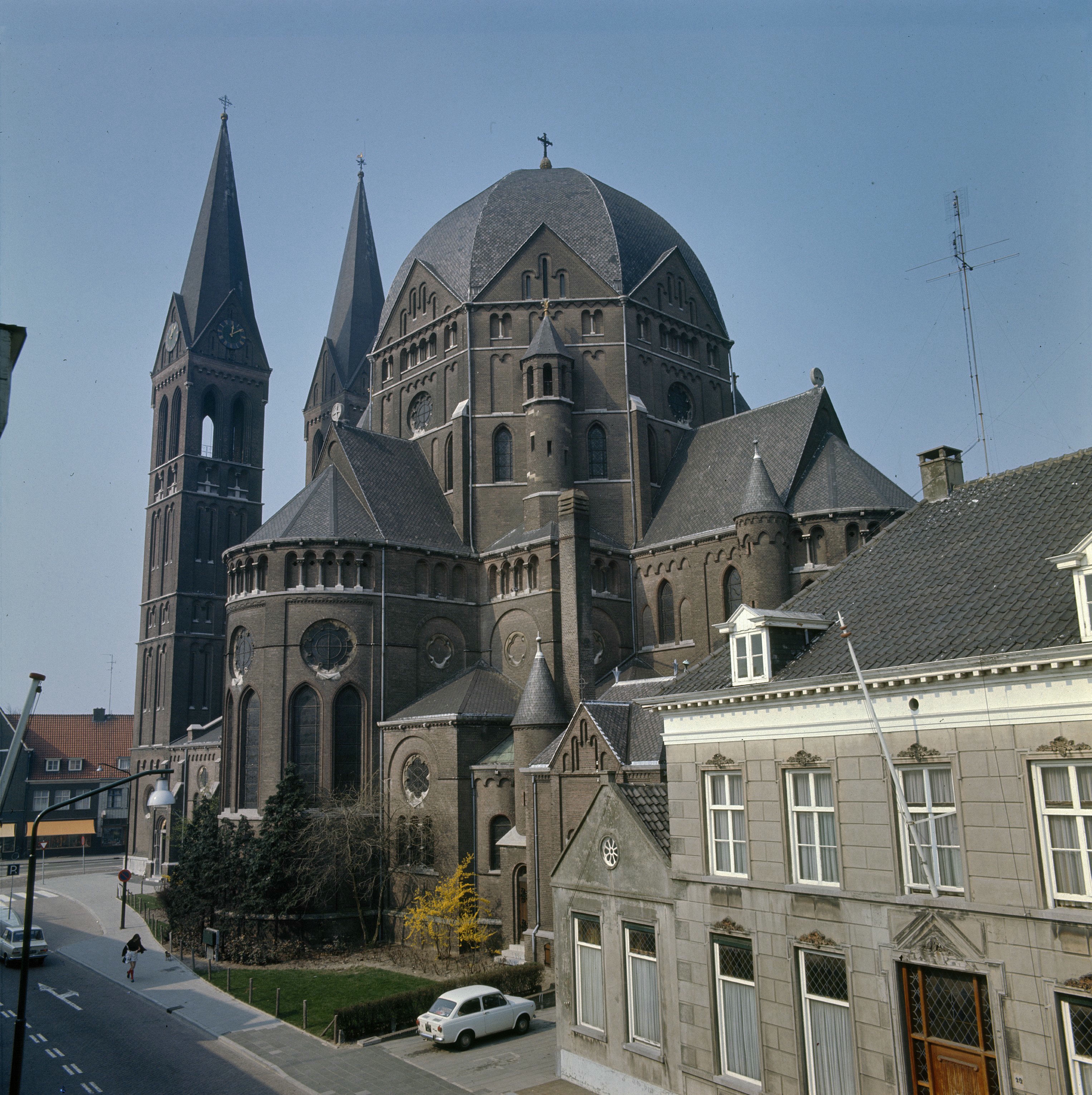
Cimborrio gigante de la Iglesia de Santa Brigida  (Geldrop).
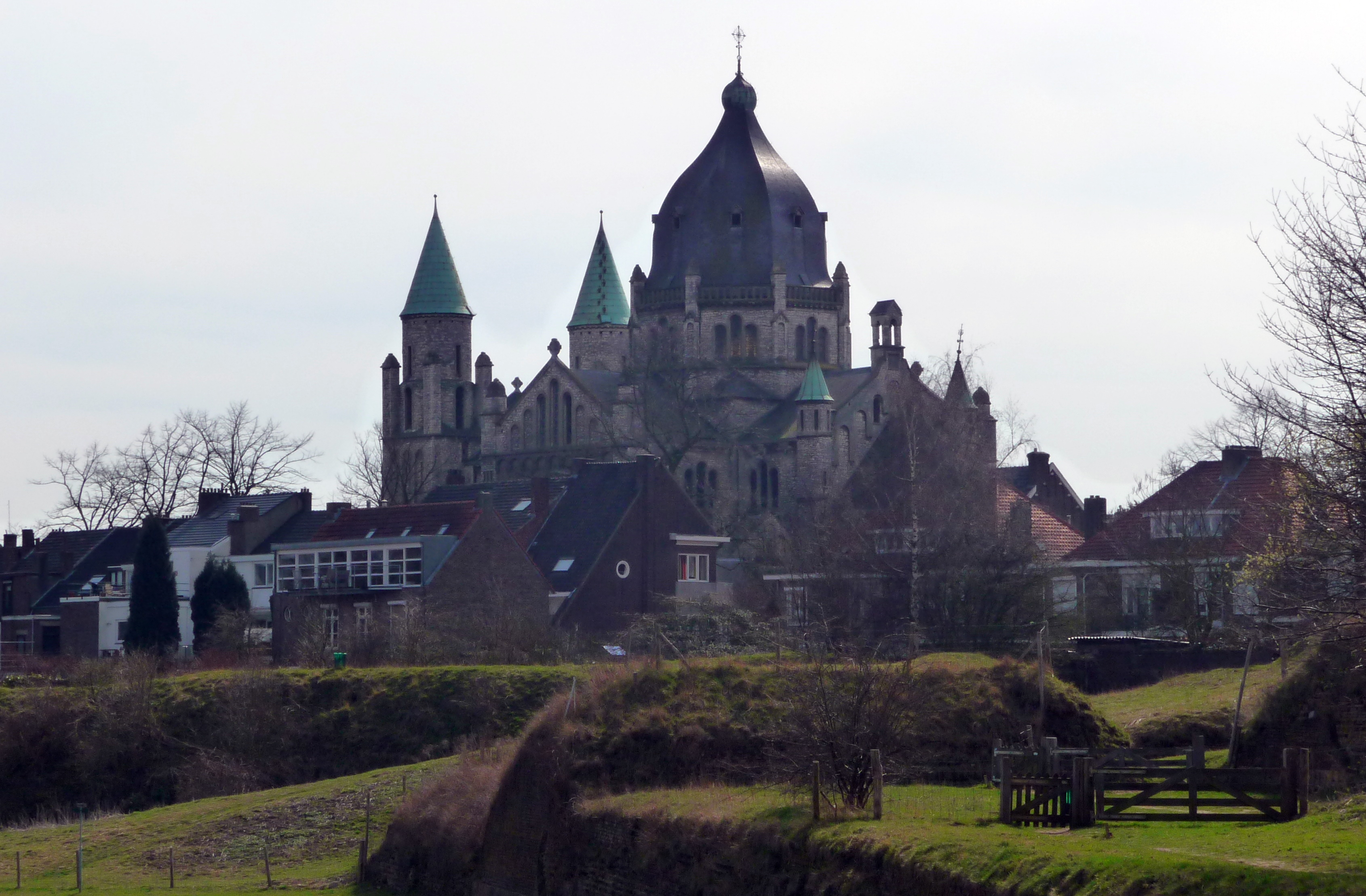
Cimborrio de la Iglesia de San Lamberto (Maastricht), casi una cúpula tradicional
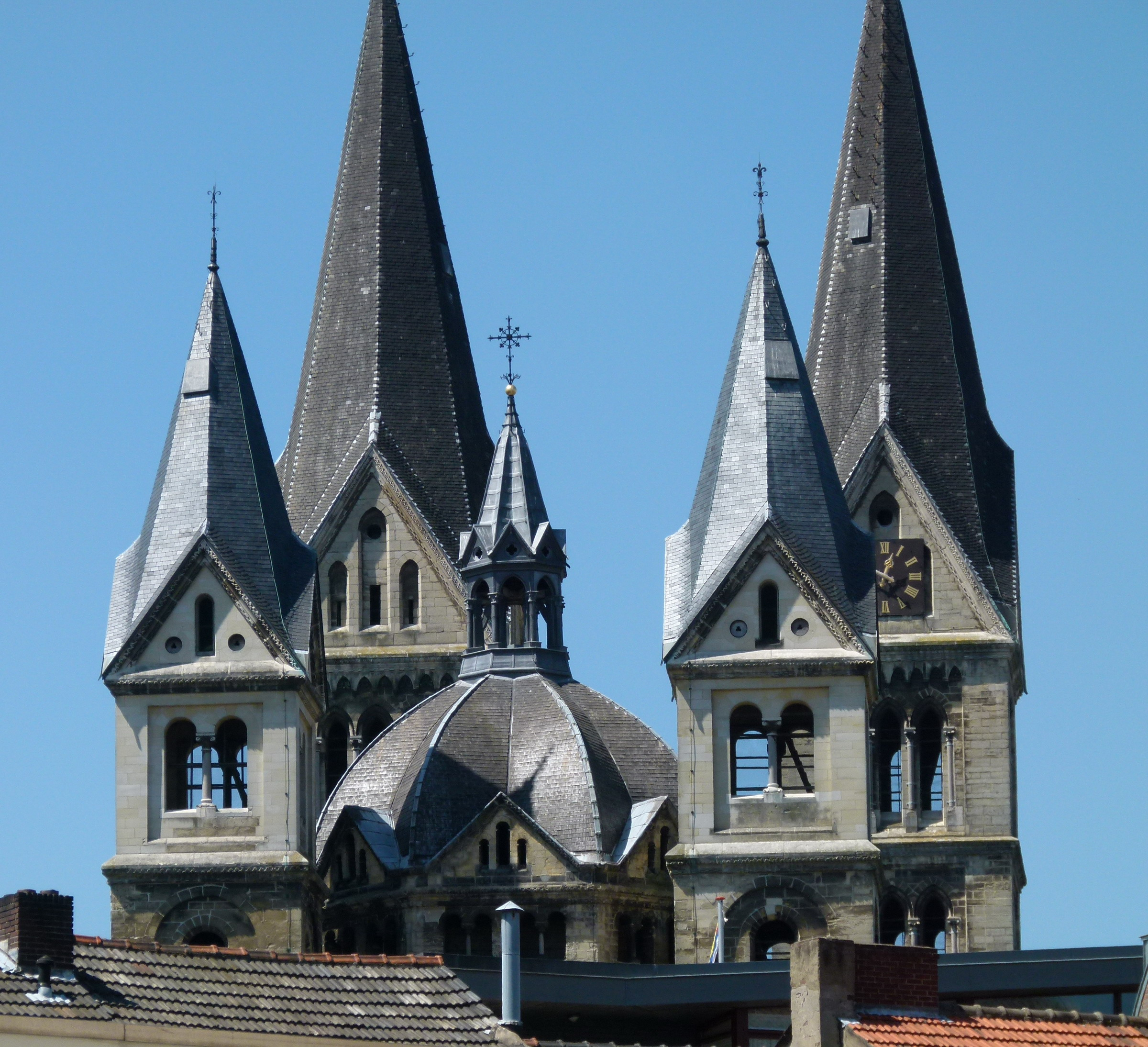
Iglesia de Munster, Roermond
Cimborrio de la iglesia de San Bavón de Haarlem.

## Cimborrios en Reino Unido
- Catedral de Canterbury
- Catedral de Salisbury

Cimborrios en Reino Unido
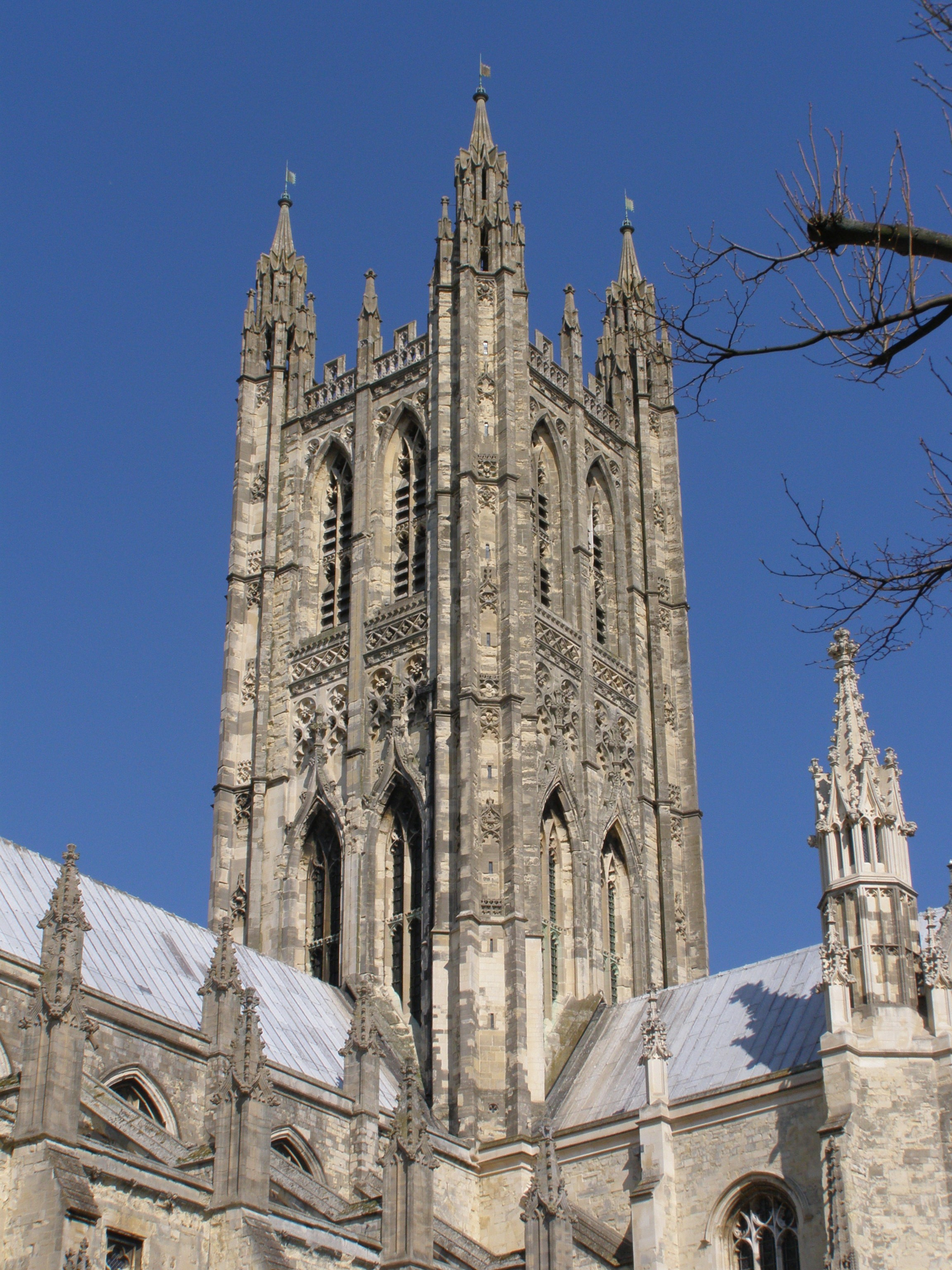
Cimborrio de catedral de Canterbury
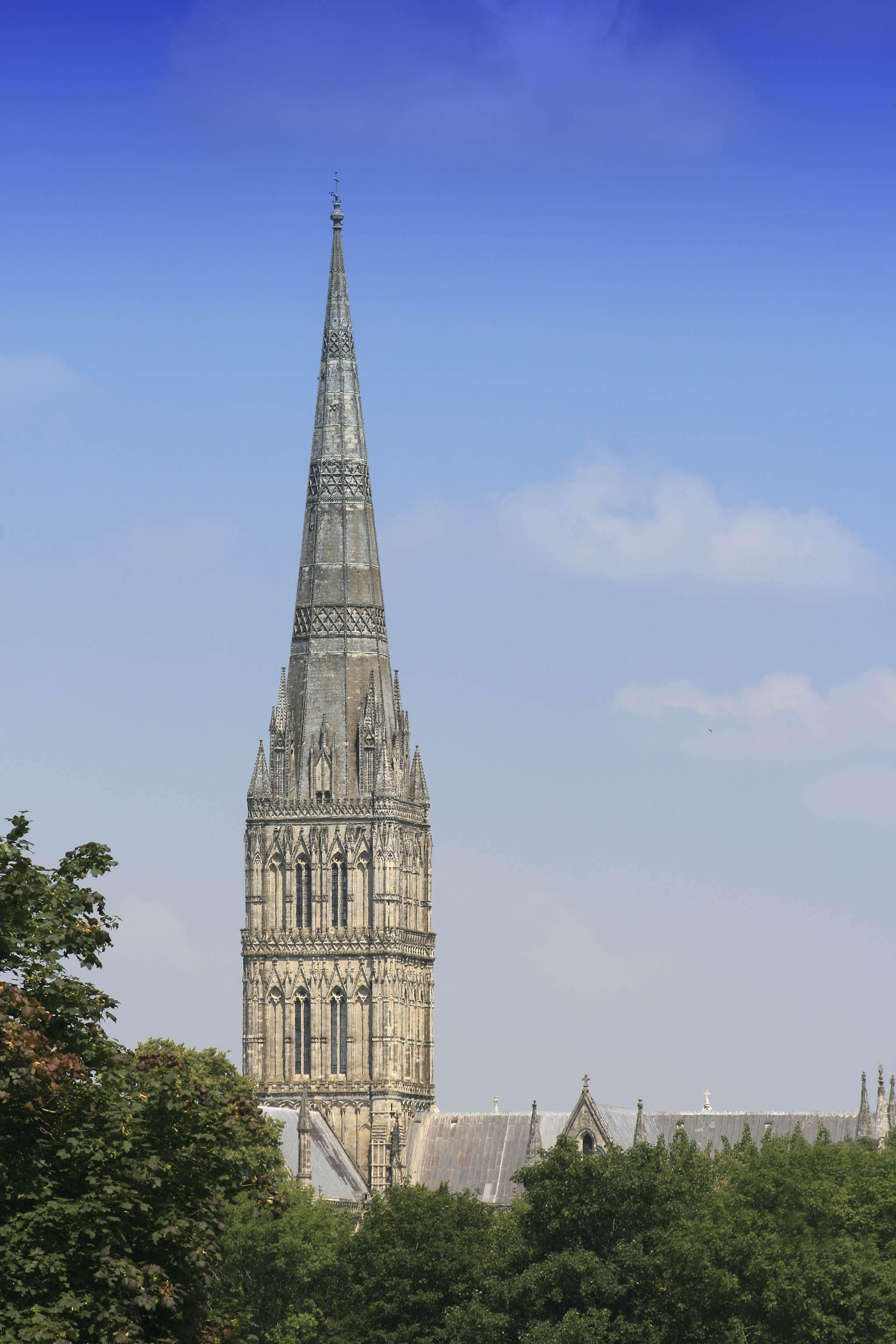
Cimborrio de catedral de Salisbury
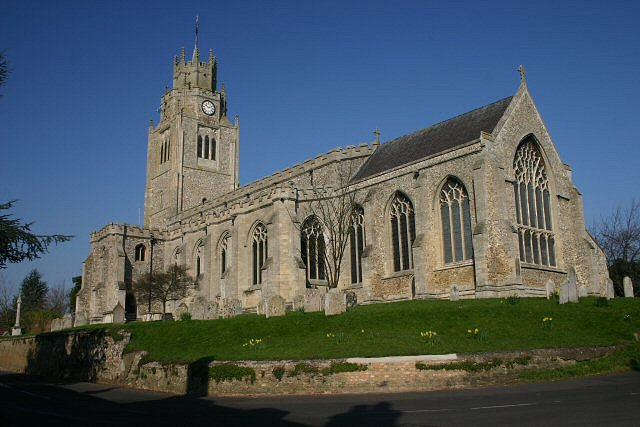
Cimborrio de la iglesia de San Andrés de Sutton en los Fens, un inusual cimborrio octogonal coronado por un segunda torre octogonal y una pequeña flecha
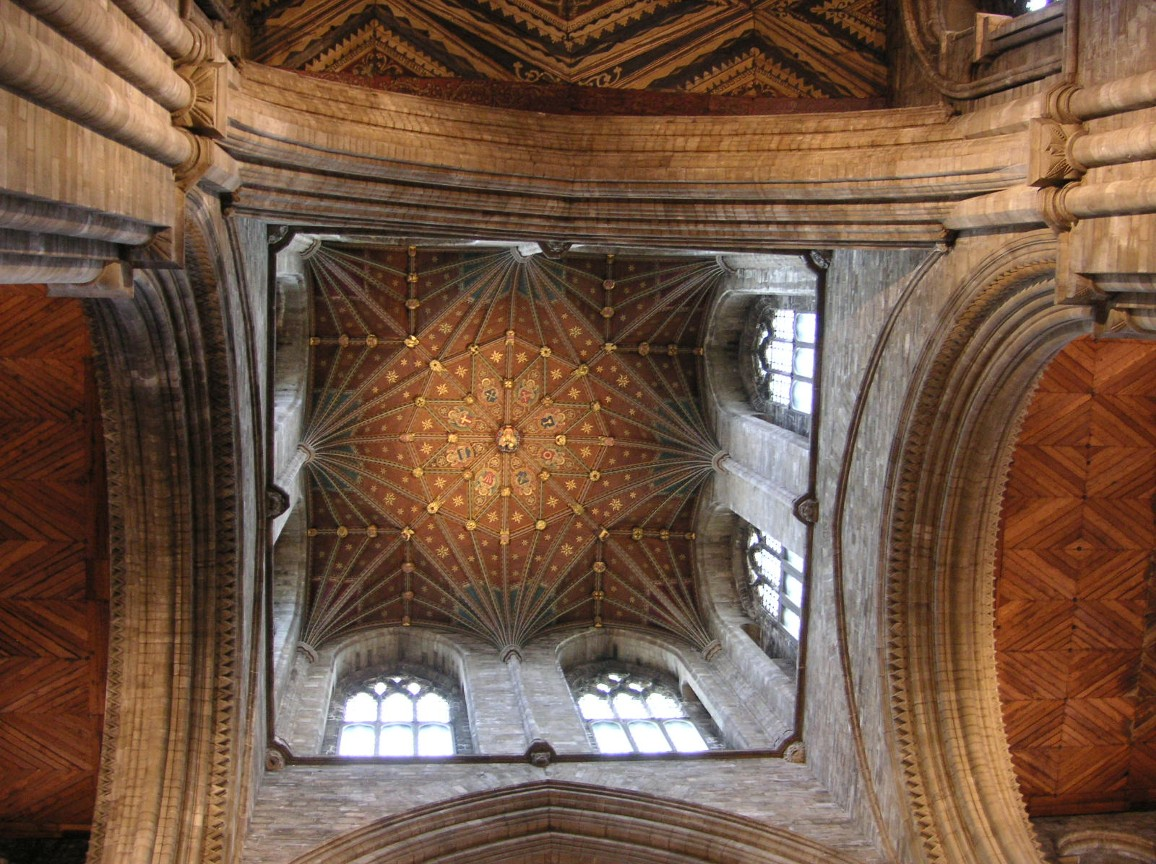
Cimborrio de la catedral de Peterborough, reconstruida a partir de un diseño anterior de Pearson